# Syndrome d'Asperger
Ne doit pas être confondu avec Autisme à haut niveau de fonctionnement.
 Mise en garde médicale
Le syndrome d'Asperger ([aspɛʁɡœʁ]) est une forme d'autisme sans déficit intellectuel ni (sauf exception) retard de langage. Cette dénomination, dont une variante est celle d'autisme Asperger, demeure en usage dans le langage courant, en dépit d'un changement dans la classification officielle en 2018.
Le syndrome d'Asperger est défini cliniquement en 1981 par Lorna Wing, à partir de la « psychopathie autistique » décrite en 1944 par Hans Asperger. Il intègre les classifications nosographiques officielles en 1993 dans le cadre des troubles envahissants du développement (CIM-10) et en 1994 dans celui du DSM. Il est remplacé au cours des années 2010 par une approche plus évolutive des troubles du spectre de l'autisme (TSA). Le diagnostic de syndrome d'Asperger n'est plus utilisé par les médecins, et de moins en moins mentionné dans la littérature scientifique en raison du passé eugéniste de Hans Asperger. 
Comme tous les TSA, le syndrome d'Asperger se caractérise par des difficultés significatives dans les interactions sociales, associées à des intérêts spécifiques ou des comportements répétitifs. Il se différencie notamment de l'autisme dit de Kanner par l'absence de déficit intellectuel (ce qui peut signifier, mais pas nécessairement, un surdon) et de retard (ou d'altération) dans l’apparition du langage. Il s'associe souvent à une maladresse physique et à une utilisation atypique de la parole, bien qu'elles ne soient pas toujours retenues pour le diagnostic. Il est parfois également distingué, au sein des autismes sans handicap mental, d'autres formes d'autisme dites à haut niveau de fonctionnement (élément souvent utilisé pour désigner l'autisme avec surdon, qui peut impliquer un ensemble de singularités handicapantes plus important en moyenne dans certains domaines et moins dans d'autres), mais ces critères et cette distinction sont largement critiqués.
Les causes du syndrome d'Asperger sont majoritairement génétiques. Les recherches neurologiques ont révélé des particularités dans le fonctionnement cérébral, à l'origine de troubles sélectifs de l'empathie. Lorsque le diagnostic est établi, un accompagnement pluridisciplinaire peut être proposé. L'efficacité de certaines interventions est difficile à estimer, car les données sont limitées. Les thérapies cognitivo-comportementales se concentrent sur les capacités de communication, les routines obsessionnelles et répétées. La plupart des enfants s'adaptent à la vie en société quand ils deviennent adultes ; en revanche, leurs difficultés sociales et de communication persistent. Les personnes Asperger sont vulnérables à de nombreux troubles de l'humeur, particulièrement à l'anxiété et à la dépression. D'après une estimation réalisée en 2013, environ 31 millions de personnes dans le monde auraient cette forme d'autisme.
Certains chercheurs comme Simon Baron-Cohen et des personnes Asperger comme Daniel Tammet s'interrogent sur le fait que cette forme d’autisme puisse être considérée comme une différence plutôt que comme un handicap nécessitant un traitement. Il est question de singularité dans la mesure où les limitations handicapantes, sur les plans social et scolaire en particulier, sont souvent associées ou dues à des compétences, parfois exceptionnelles, dans le domaine des centres d’intérêt surinvestis. On y note donc un fort intérêt pour certains domaines (comme la chimie, la pharmacologie, l'informatique, les trains, des domaines linguistiques, littéraires) et un désintérêt pour d'autres. Cette dimension extérieure à l'approche médicale a créé une fascination pour le syndrome d'Asperger qui s'est traduite par de nombreuses représentations dans la culture populaire, en particulier dans les médias américains, et est également susceptible de véhiculer des stéréotypes.

## Identification et classification

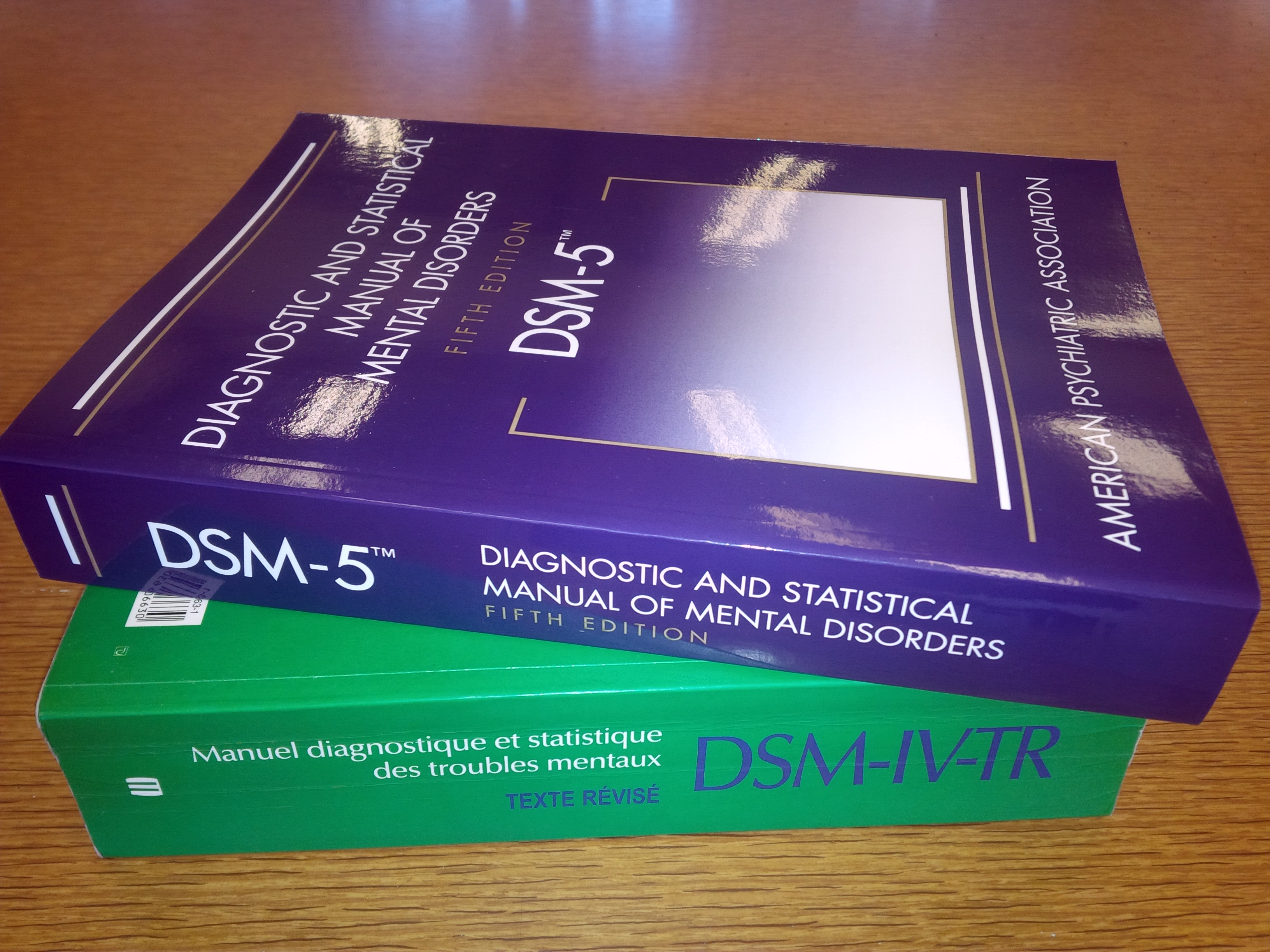
Le DSM-5 (dans lequel le syndrome d'Asperger a disparu en tant que trouble à part) avec son prédécesseur, le DSM{IV}TR, version française.

L'autisme reste difficile à définir. Sa classification fait l'objet de débats multidisciplinaires. Le syndrome d'Asperger (SA) , est généralement reconnu comme faisant partie des troubles du spectre de l'autisme (TSA), un ensemble de troubles neurodéveloppementaux présentant des caractéristiques proches et difficilement dissociables (d'où l'utilisation du terme « spectre de l'autisme »). L'Organisation mondiale de la santé (OMS) distingue au sein de ce spectre, sous le qualificatif de « trouble envahissant du développement » dans la CIM-10, l'autisme infantile, le syndrome d'Asperger et l'autisme atypique. Ils sont caractérisés par des troubles de la communication et des interactions sociales qui créent une situation de handicap chez l'individu. Ils sont accompagnés de comportements et de centres d'intérêt restreints ou de comportements répétitifs. De nombreux points communs existent entre l'autisme dit « sévère » et le syndrome d'Asperger, qui sont considérés comme situés aux deux extrêmes du spectre de l'autisme. L'autisme « typique » (autisme infantile, dit « autisme de Kanner ») se distingue du syndrome d'Asperger essentiellement par le retard dans l'apparition du langage. Par ailleurs, il peut y avoir un handicap intellectuel dans l'autisme typique, alors qu'il n'y en a pas dans le syndrome d'Asperger. Parmi les troubles envahissants du développement (TED), l'autisme infantile et le syndrome d'Asperger réunissent les caractéristiques classiques de la triade autistique : difficultés de communication et d'interactions sociales, comportements répétitifs et intérêts restreints.
Plusieurs questions relatives à l'identification et à la classification du syndrome d'Asperger restent en suspens. Il tend à ne plus être considéré comme une entité distincte, ce qui pose la question de son existence même, notamment en raison du doute sur la nécessité de le distinguer de l'autisme à haut niveau de fonctionnement,,,.
La psychanalyste Maria Rhode[source insuffisante] rappelle que la distinction entre le syndrome d'Asperger et l'autisme est récente. Pour elle, chaque personne avec Asperger est unique et l'Asperger pourrait constituer un spectre autistique à lui tout seul. La Classification internationale des maladies (CIM-10) publiée par l'Organisation mondiale de la santé (OMS) en 1993 s'interroge déjà sur la validité nosologique de ce syndrome. La 4e édition du Manuel diagnostique et statistique des troubles mentaux (DSM-IV) fait figurer le syndrome d'Asperger au sein des « troubles envahissants du développement ». La dernière édition (DSM-5), publiée en 2013, élimine le diagnostic du syndrome d'Asperger pour l'intégrer au sein d'un nouveau diagnostic de « troubles du spectre de l'autisme », et attribue une échelle de sévérité (sévère, moyen ou modéré). La CIM-11 reprend cette formulation habituellement traduite « troubles du spectre de l'autisme », comportant l'ensemble des niveaux de fonctionnement intellectuel et de capacité de langage. Le nouvel item diagnostique correspondant au syndrome d'Asperger est renseigné sous le nom de « trouble du spectre de l’autisme sans trouble du développement intellectuel et avec une légère ou aucune altération du langage fonctionnel »,.
Malgré l'élimination du diagnostic de ce syndrome, le nom de « syndrome d'Asperger » reste utilisé dans la culture populaire et les médias. L'élimination du syndrome d'Asperger dans les classifications officielles suscite des critiques, et des approbations. Certaines personnes concernées voient dans cette élimination une attaque à leur identité, une communauté forte de personnes se dénommant elles-mêmes « Aspies » s'étant développée au cours des années 2000. D'autres craignent que le diagnostic de TSA échappe aux personnes antérieurement diagnostiquées « Asperger ».
En faveur de l'élimination du syndrome d'Asperger, le diagnostic de TSA est vu comme plus inclusif, et en faveur de la neurodiversité, l'élément « Asperger » étant jugé élitiste. Plus récemment, une controverse relative au passé de Hans Asperger et au contexte de création de cette entité diagnostique fournit d'autres arguments en faveur de l'abandon de cette dénomination.

### Différenciation avec l'autisme de Kanner et l'autisme à haut niveau de fonctionnement (AHF)
L'autisme de Kanner peut impliquer un handicap mental et une acquisition des compétences verbales sensiblement retardée, altérée voire inexistante dans le cas de l'autisme non verbal, ce qui le distingue du syndrome d'Asperger, même si des mécanismes communs semblent sous-jacents.
Depuis la publication du DSM-5, ce qu'on appelait « syndrome d'Asperger » est entièrement inclus dans les TSA (troubles du spectre autistique). Les distinctions entre personnes avec un syndrome d'Asperger et des troubles du spectre autistique n'ont plus lieu d'être.
La mesure du chevauchement entre le syndrome d'Asperger (SA) et l'autisme à haut niveau de fonctionnement est incertaine,. Dans l'ensemble, relativement peu de différences sont signalées sur les paramètres liés à la causalité neurobiologique, à la génétique et à l'héritabilité. Une hypothèse standard est que les différentes formes d'autisme seraient des expressions variables du même trouble sous-jacent. Dans bien des cas, il se révèle très difficile de trancher entre l'autisme à haut niveau de fonctionnement et le syndrome d'Asperger, par exemple chez des personnalités comme le conférencier et auteur Stephen M. Shore[réf. nécessaire]. Les critères de distinction entre AHF et SA pourraient être les valeurs moyennes et théoriques suivantes :
- une personne Asperger ne connaît pas de retard du langage, alors que l'acquisition du langage peut être significativement retardée et perturbée dans l'autisme à haut niveau de fonctionnement, et connaît moins de difficultés d'utilisation du langage et de compréhension verbale qu'une personne AHF[21] ;
- elle présente un QI verbal supérieur au QI performance, à l'inverse d'une personne AHF ;
- elle éprouve davantage de difficultés dans la coordination motrice qu'une personne AHF[21] ;
- une personne AHF a moins de symptômes après l'âge de trois ou quatre ans (cf autisme infantile), alors que c'est après cet âge que les symptômes d'une personne Asperger deviennent visibles ou plus marqués[22] ;
- une personne Asperger a globalement moins de difficultés dans les interactions sociales ;
- le syndrome d'Asperger s'accompagne souvent de traits plus marqués tels qu'hypersensibilité à certains bruits ou aliments, dysgraphie, élocution très particulière (ton de la voix, prosodie, tendance au langage très formalisé même chez les enfants), propension aux routines répétitives et maladresse physique ;
- une personne Asperger est globalement plus performante qu'une personne AHF pour reconnaître les émotions d'autrui en le regardant dans les yeux[23].

En 2008, un examen des études de classification a permis de constater que les différences entre les diagnostics posés ne sont pas corroborées par la littérature scientifique, et que les caractéristiques les plus saillantes sont venues des caractérisations de QI. Le classement actuel des troubles du spectre de l'autisme (TSA) peut ne pas refléter la vraie nature des conditions. Une réunion d'experts lors d'une conférence de planification de la recherche sur l'autisme en 2008 a permis de noter des problèmes quant à la classification des sous-groupes distincts de TSA.
Un profil neuropsychologique a été proposé pour le SA. S'il se vérifiait, il pourrait différencier le SA de l'AHF à l'aide d'un diagnostic différentiel. Par rapport aux AHF, les gens présentant un syndrome d'Asperger ont des déficits dans les compétences non verbales telles que la résolution de problèmes visuo-spatiaux et la coordination visuo-motrice, avec des capacités verbales fortes,.

## Caractéristiques
En tant que trouble envahissant du développement (TED), le syndrome d'Asperger (SA) se caractérise par un ensemble de symptômes touchant notamment aux interactions sociales et aux centres d’intérêt. L'utilisation atypique du langage et la maladresse physique sont également des symptômes communs, bien que n'étant pas toujours retenus dans les critères de diagnostic,. Les enfants Asperger prennent souvent conscience de leur différence entre six et huit ans. Ils développent des stratégies de compensation. Ils peuvent éprouver des difficultés pour se faire des amis, s'organiser, se montrer attentifs et gagner en autonomie. Cependant, comme le dit (entre autres) Daniel Tammet, la vision du syndrome d'Asperger est déformée par l'image qui en est donnée dans la culture populaire (par exemple dans le film Rain Man, qui présente un autiste savant lourdement handicapé). Il existe de très nombreuses manifestations d'autisme, aucune n'étant « typique ». De même, l'intensité de ces manifestations varie : pour le psychologue Tony Attwood, « on reconnaît que le syndrome se situe sur un continuum sans rupture qui se dissout à son extrême dans la normalité ». Le psychiatre Laurent Mottron tient à rappeler que le syndrome d'Asperger reste très invalidant si la personne concernée n'est pas soutenue de manière appropriée, et que le DSM l'évalue comme étant de même gravité que l'autisme. Pour le psychologue Peter Vermeulen :

« La richesse de leur vocabulaire, leurs excellentes performances dans des domaines bien spécifiques, leur promptitude à engager la conversation, leur fantaisie trompent. Car derrière la façade d'une connaissance quasi encyclopédique et une éloquence charmante, se trouve un individu en souffrance pour qui le monde est un spectacle désordonné et incompréhensible. »

— Peter Vermeulen, Comprendre les personnes autistes de haut niveau : Le syndrome d'Asperger à l'épreuve de la clinique

### Rapports sociaux
Les personnes Asperger, notamment à l'âge adulte, ont généralement moins de problèmes sociaux que les autres personnes autistes, mais les enfants autistes, y compris Asperger, entretiennent généralement peu de relations amicales, jouent peu avec des enfants de leur âge et préfèrent l'isolement. N'ayant pas de capacité innée à comprendre les relations interpersonnelles et la communication non verbale, ces personnes présentent un retard social (deux ans en moyenne dans l’acquisition du concept d'amitié) et des problèmes relatifs à l'empathie, ainsi que des difficultés pour contrôler leurs émotions. Alors que les enfants neurotypiques comprennent les codes sociaux et l'expression des sentiments après 5 ans environ, les Asperger perçoivent le monde physique (en s'y intéressant) avant le monde social. Différentes études ont démontré que les stimuli sociaux comme un sourire ou un visage de bébé ne déclenchent pas d'émotion positive chez les autistes, y compris les Asperger. D'après ces études, il y a « déficit spécifique de la reconnaissance des émotions », en particulier pour la reconnaissance des visages et l’utilisation des indices non faciaux (gestes, contexte…), ce qui explique que, souvent, les personnes Asperger regardent peu leurs interlocuteurs dans les yeux, emploient peu de gestuelle et présentent un visage peu expressif ou inexpressif, ou ont recours à ces éléments paraverbaux de façon jugée contextuellement inadéquate,.

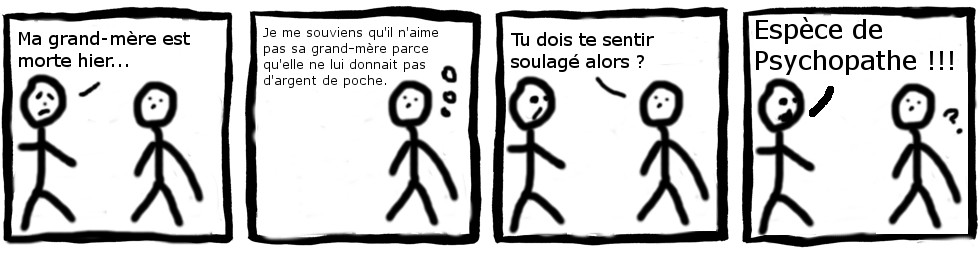
Exemple de quiproquo possible entre une personne autiste Asperger et une personne qui ne l'est pas, en raison de l'intellectualisation des émotions.

Les Asperger peuvent communiquer verbalement mais sans voir les signaux sociaux. Ils peuvent entamer un long monologue sur leurs centres d’intérêt, sans comprendre ni voir l'éventuelle lassitude de leur interlocuteur, sa volonté de changer de sujet ou de mettre un terme à la conversation. Cette incapacité ou difficulté à réagir aux interactions sociales d'une façon jugée pertinente par l'interlocuteur peut être interprétée comme un mépris du bien-être et des sentiments des autres ou un égocentrisme extrême, faisant passer la personne Asperger pour insensible. L'idée que les Asperger n'auraient pas du tout d'empathie est répandue. Tony Attwood l'a (entre autres) beaucoup nuancée :

« Il est important de comprendre que la personne Asperger a des aptitudes ToM et une empathie immatures ou réduites, mais non pas une absence d'empathie. Sous-entendre une absence d'empathie serait une terrible insulte aux personnes Asperger, avec pour corollaire qu'elles ne peuvent connaître ou se soucier des sentiments des autres. Elles ne sont pas capables de reconnaître les signaux subtils des états émotionnels, ou de « lire » des états d'âme complexes. »

— Tony Attwood, Le Syndrome d'Asperger, guide complet
Tous les individus Asperger ne vont pas aborder autrui. Certains affichent un mutisme sélectif, ne parlent pas du tout à la plupart des gens et excessivement à des personnes spécifiques. Ils peuvent choisir de ne parler qu'aux gens qu'ils aiment. Beaucoup apprennent peu à peu les codes sociaux, par imitation, pour compenser. En situation de contacts sociaux, un Asperger s'accorde souvent un temps de réflexion avant de répondre. Ses difficultés augmentent en fonction du nombre de personnes avec lesquelles il interagit et de son degré de stress : d'après Attwood, « dans les grands rassemblements sociaux, la quantité d'informations sociales peut être écrasante pour un Asperger ».
Ces difficultés touchent tant à l'interprétation de ses propres émotions qu'à l'interprétation de celles des autres. Du fait de ces limitations, les Asperger éprouvent des difficultés à résoudre les conflits. Peu diplomates et peu persuasifs, ils se montrent perfectionnistes, n'aiment pas reconnaître leurs erreurs et évitent les demandes aux autres. Ils sont enclins à signaler les erreurs et les faux pas sans percevoir l'embarras. Souvent, ces remarques sont perçues comme hostiles et critiques. Tony Attwood cite l'exemple d'adolescents Asperger qui ont fait remarquer une erreur à leur professeur devant toute leur classe, concluant que « le désir de corriger l'erreur prime sur le respect dû à l'enseignant ». Les Asperger peuvent développer une préoccupation pour l'image qu'ils donnent, et une peur de « faire des gaffes ».
L'hypothèse d'une prédisposition des Asperger à la violence et au crime a été examinée, mais n'est soutenue par aucune donnée,,. Celles-ci accréditent que les enfants Asperger sont plus souvent victimes que tourmenteurs. Un examen de comorbidité établi en 2008 a permis de constater qu'un nombre important de criminels violents Asperger avaient d'autres troubles psychiatriques, comme le trouble schizo-affectif.

### Intérêts dits restreints (ou spéciaux)

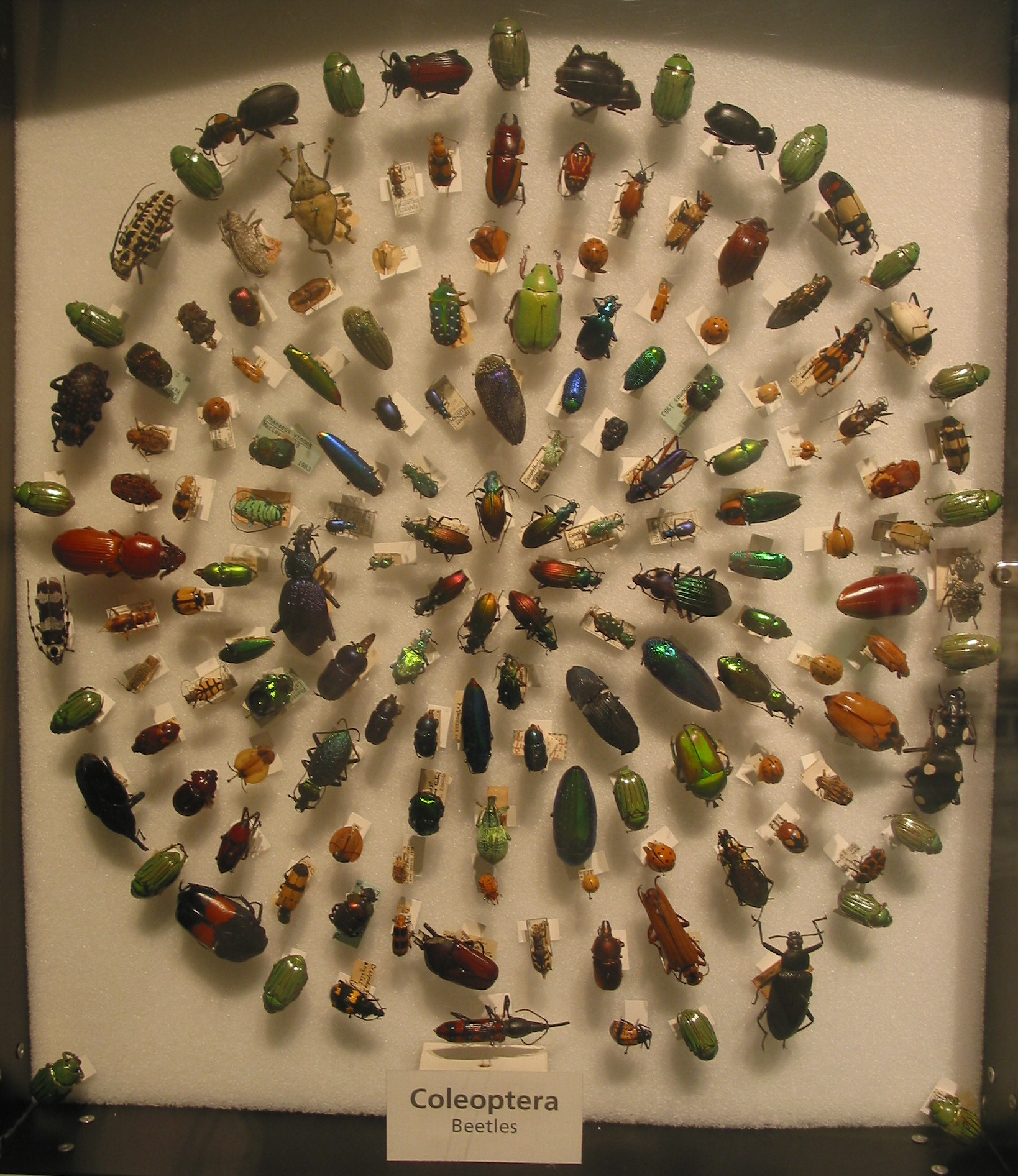
Les enfants Asperger ont tendance à collectionner et classer (ici, une collection d'insectes).

Une caractéristique importante du syndrome d'Asperger réside souvent dans les « intérêts restreints », que Hans Asperger décrit à tort comme des « préoccupations égocentriques », Tony Attwood préférant parler d’« intérêt particulier ». Beaucoup d'Asperger développent un intérêt notablement profond et intense pour un ou quelques domaines, généralement rattachés à la nature, aux sciences ou aux technologies. Les enfants aiment souvent collectionner et classer des objets. Au fil du temps, cette collection et classification d'objets physiques se mue fréquemment en collecte et classification d'informations,. Ces intérêts ne sont pas forcément circonscrits à un sujet unique. Ils peuvent constituer une palette et être variés. Tony Attwood estime cependant que les animaux et la nature sont les deux plus courants, notamment à travers l’intérêt pour les dinosaures (plutôt chez les garçons) et les chevaux (plutôt chez les filles, en rapport avec la valeur potentiellement apaisante de leur médiation et de l'équitation). De façon anxieuse mais altruiste, les enfants Asperger sont plus souvent sensibles à la protection animale, aux enjeux écologiques (Greta Thunberg s'est consacrée très jeune à l'étude du changement climatique après un épisode anxiodépressif, et explique le lien avec son autisme Asperger) et aux injustices sociales. Il peut de même y avoir intérêt pour des domaines touchant aux interactions sociales comme la psychologie et l'anthropologie, sans doute pour compenser les difficultés induites par le syndrome. Il peut s'agir d'un intérêt pour les trains, pour des objets dont le nom commence par la même lettre, pour la musique, les arts plastiques, les mathématiques, un thème historique (par exemple l'Égypte antique), un pays, une émission de télévision… Ces intérêts évoluent avec la société, puisque les études récentes révèlent des intérêts fréquents pour les jeux vidéo, les animes et le cinéma de science-fiction. Parfois, à l'adolescence, l’intérêt se change en « fascination pour une personne donnée » (qu'elle soit contemporaine ou ancienne, réelle ou imaginaire) et évolue pour inclure l'informatique ou encore les littératures de l'imaginaire.
Les enfants Asperger aux intérêts restreints communiquent difficilement sur leur centre d’intérêt avec autrui. Quand ils le font, cela provoque souvent une gêne en raison de leur tendance à ramener le sujet de conversation vers leur domaine favori. Cela pose des difficultés à leurs parents, car ils peuvent fuir les activités sans rapport avec leur passion et tenter d'imposer celle-ci à leur entourage. Ils évitent aussi souvent les aspects de leur passion qui nécessiteraient certaines activités, par exemple un investissement physique, un déplacement, et surtout des contacts sociaux. Par exemple, un enfant ayant un intérêt pour le tennis pourra découper les classements mondiaux de ce sport dans des magazines, mais refuser de participer aux activités d'un club sportif de tennis. Certains passionnés par les chevaux peuvent pratiquer l'équitation en cadre zoothérapeutique ou non.
La communication peut devenir plus simple à l'âge adulte, les Asperger aux intérêts restreints pouvant devenir de véritables experts reconnus dans leur domaine. Généralement jugés comme étant « bizarres » ou « inutiles » par les personnes neurotypiques, les intérêts revêtent une fonction importante dans l'équilibre et l'identité des personnes Asperger, notamment parce qu'ils leur permettent de diminuer leur sensation de stress face à leur incompréhension du monde, en classant et en ordonnant des objets ou des informations. Laurent Mottron cite de nombreux cas d'adolescents Asperger plongés dans la dépression à cause du harcèlement scolaire qui sont redevenus « instantanément heureux » dès qu'ils ont été retirés de l'école et ont pu passer tout leur temps plongés dans leur intérêt spécial. Certains militants pour la neurodiversité vont plus loin, estimant que connaître le domaine d’intérêt d'un Asperger aux intérêts restreints est l'unique moyen de connaître la personne elle-même, et que punir un tel enfant en le privant de liens avec son domaine d’intérêt serait une forme de violence ultime. Attwood note que « des difficultés à accéder à l'intérêt spécial peuvent mener à des inculpations pour des vols ». Les « intérêts restreints » peuvent parfois être l'unique moyen pour les Asperger de se faire remarquer positivement en société, car l'ampleur des connaissances qu'ils détiennent dans leur domaine se révèle souvent « phénoménale ». Cette connaissance cache fréquemment un isolement social et l'impossibilité de trouver une activité professionnelle dans le domaine d’intérêt.
Il n'est pas rare que les Asperger présentent aussi une forte résistance au changement et une propension à suivre des routines inflexibles. Cette particularité n'est généralement pas visible au premier contact, mais elle le devient en cas de partage de la vie quotidienne,.

### Langage, apprentissage et mode de pensée
Bien que les critères diagnostiques insistent sur l'inverse, il peut arriver que de jeunes enfants décrits ou diagnostiqués comme « Asperger » aient un retard comparativement à la moyenne dans l'acquisition du langage, en particulier dans l'aptitude à converser avec autrui. Ils sont surtout connus pour l'utilisation atypique qu'ils en font. La syntaxe, le vocabulaire et la phonologie sont bons (voire excellents dès l'âge de deux ans), mais ils ne savent pas utiliser le langage de façon appropriée au contexte social. Leur langage est acquis rapidement (généralement entre 18  et   30 mois) et se révèle « hyper grammatical », inhabituellement sophistiqué dès le plus jeune âge, ce qui a valu aux enfants étudiés par Hans Asperger le surnom de « petits professeurs ». Le langage peut paraître « pédant » et présenter des intonations inhabituelles (dysprosodie), un trouble du traitement auditif, des transitions abruptes, des mots hors contexte (idiosyncrasie) et de mauvaises interprétations, ou bien trop littérales (« au pied de la lettre »),,. Hans Asperger avait déjà observé ce choix de vocabulaire formel. Une écholalie est possible, de même qu'une échopraxie.
Trois aspects du langage ont un intérêt clinique : la prosodie pauvre ou atypique, le discours tangentiel et circonstanciel (tendance à parler en donnant beaucoup de détails inutiles et en s'éloignant du sujet initial) et la verbosité marquée. Bien que l'inflexion et l'intonation puissent être moins rigides ou monotones que dans l'autisme classique, les Asperger ont souvent une portée limitée dans l'intonation : la parole peut être exceptionnellement rapide, saccadée ou forte. Le discours peut transmettre un sentiment d'incohérence. Souvent, le style conversationnel ne parvient pas à fournir des contextes pour les commentaires, ou ne parvient pas à supprimer les pensées intérieures. Les personnes Asperger peuvent ne pas détecter si la personne qui les écoute est intéressée ou engagée dans la conversation. Les tentatives de conclusion auprès de l'auditeur, pour augmenter la logique du discours ou pour passer à des sujets connexes, sont souvent infructueuses. Pour la psychologue Uta Frith, pionnière dans l'étude de l'autisme évoquant certains cas individuels, « alors que certaines personnes atteintes du syndrome d'Asperger ont écrit avec éloquence à propos de leur vie, leur capacité à parler de leurs propres émotions semble être compromise (alexithymie) »,. Hans Asperger croit pouvoir dire qu'ils n'ont pas de sens de l'humour et il est aussi noté des incompréhensions et des faiblesses concernant tout ce qui relève du langage non littéral, surtout l'ironie, les taquineries et le sarcasme. La plupart des Asperger comprennent bien ce qu'est l'humour, mais semblent ne pas comprendre l'intention de l'humour, à savoir partager le plaisir avec les autres. Malgré de forts indices d'altération dans l'appréciation du moins effective de l'humour, des rapports anecdotiques sur l'humour des Asperger ou de certains d'entre eux semblent contester certaines théories psychologiques : ils présentent des cas individuels où un humour souvent différent et au moins d'un niveau analogue à la population générale profiterait de la lucidité et de l'intelligence verbales atypiques et serait souvent travaillé comme un exercice contre les troubles verbaux, sociaux et anxieux. Les humoristes belges Laura Laune et Florence Mendez, diagnostiquées avec le syndrome, exorcisent par exemple des angoisses par la maîtrise de l'humour noir ; les humoristes québécois Réal Béland (fils) et Louis T. sont également diagnostiqués, ainsi que l'Australienne Hannah Gadsby ; l'écrivain et philosophe français Josef Schovanec est connu pour sa franchise, sa logique et son humour.
Il arrive que les Asperger développent une boulimie de lecture à un âge précoce, grâce à un décodage des mots hors du commun (hyperlexie), dès 3 ou 4 ans. D'après le psychiatre Laurent Mottron, ils sont particulièrement compétents pour lire et acquérir du vocabulaire, au point d'avoir quatre ans d'avance en moyenne dans ce domaine à l'âge de huit ans, par rapport aux autres enfants. Des difficultés dans l'apprentissage non verbal peuvent être détectées à travers les tests de QI. Les Asperger sont avantagés pour apprendre les chiffres, les lettres, des mots puis des textes par cœur et pour maîtriser l'orthographe, mais ils sont désavantagés dans l'organisation et les aptitudes psychomotrices. Cette difficulté à s'organiser et à planifier peut devenir visible à l'adolescence, quand l'apprentissage ne s'effectue plus à travers des mémorisations de textes et de dates, mais à travers l'organisation d'informations et le travail en groupe. Une baisse des notes scolaires est souvent constatée.
Le profil cognitif des adultes Asperger est significativement différent de celui des adultes neurotypiques. Une particularité de la pensée des personnes Asperger est d'être parfois visuelle, plutôt que fondée sur des mots. Selon le psychanalyste Henri Rey-Flaud[source insuffisante], cette principale spécificité psychique des personnes Asperger tient à une organisation de leur pensée selon un registre d'« images », tandis que dans l'autisme proprement dit, il s'agit du registre de l'« empreinte ».

### Maladresse, autostimulation et stéréotypies
Une maladresse physique est souvent rapportée dans les témoignages. Les enfants éprouvent des difficultés pour apprendre à réaliser des tâches et activités telles que nouer leurs lacets, mettre et boutonner leur manteau, se brosser les dents, ouvrir un bocal, courir après un ballon et faire du vélo. Le développement moteur est retardé mais il s'améliore au fil du temps. Les témoignages (y compris d'adultes) font souvent part d'une sensation d'être « mal à l'aise dans leur propre peau » et de déplacements maladroits, mal coordonnés, d'une mauvaise démarche ou posture et de problèmes avec l'intégration visuo-motrice. La persistance d'un comportement stéréotypé (mouvements et vocalisations involontaires et répétitifs, tels qu'un battement des mains ou un mouvement complexe de tout le corps) et échopraxique est possible,,,,. Ces stéréotypies sont souvent prises en compte dans le diagnostic, en particulier dans le cadre d'autostimulations, ces comportements étant destinés à diminuer la sensation de stress. Les enfants peuvent rencontrer des difficultés dans l'apprentissage de l'écriture manuscrite (dysgraphie), comme Hans Asperger l'avait noté dans sa description originale du syndrome. Les problèmes de motricité grossière se repèrent généralement assez tard, contrairement à ce qui est observé pour l'autisme infantile. Au sein des troubles du spectre de l'autisme, la maladresse est surtout documentée chez des Asperger. Il arrive que des adultes Asperger restent incapables d'apprendre à faire du vélo ou d'attraper correctement une balle. Ils peuvent montrer des problèmes de proprioception (sensation de la position du corps) sur les mesures de dyspraxie (trouble de la planification motrice), l'équilibre, la marche en tandem et l'apposition pouce-index. Il n'y a aucune preuve que ces problèmes de motricité se différencient de ceux des autres personnes TSA.

### Perception sensitive et hypersensibilité

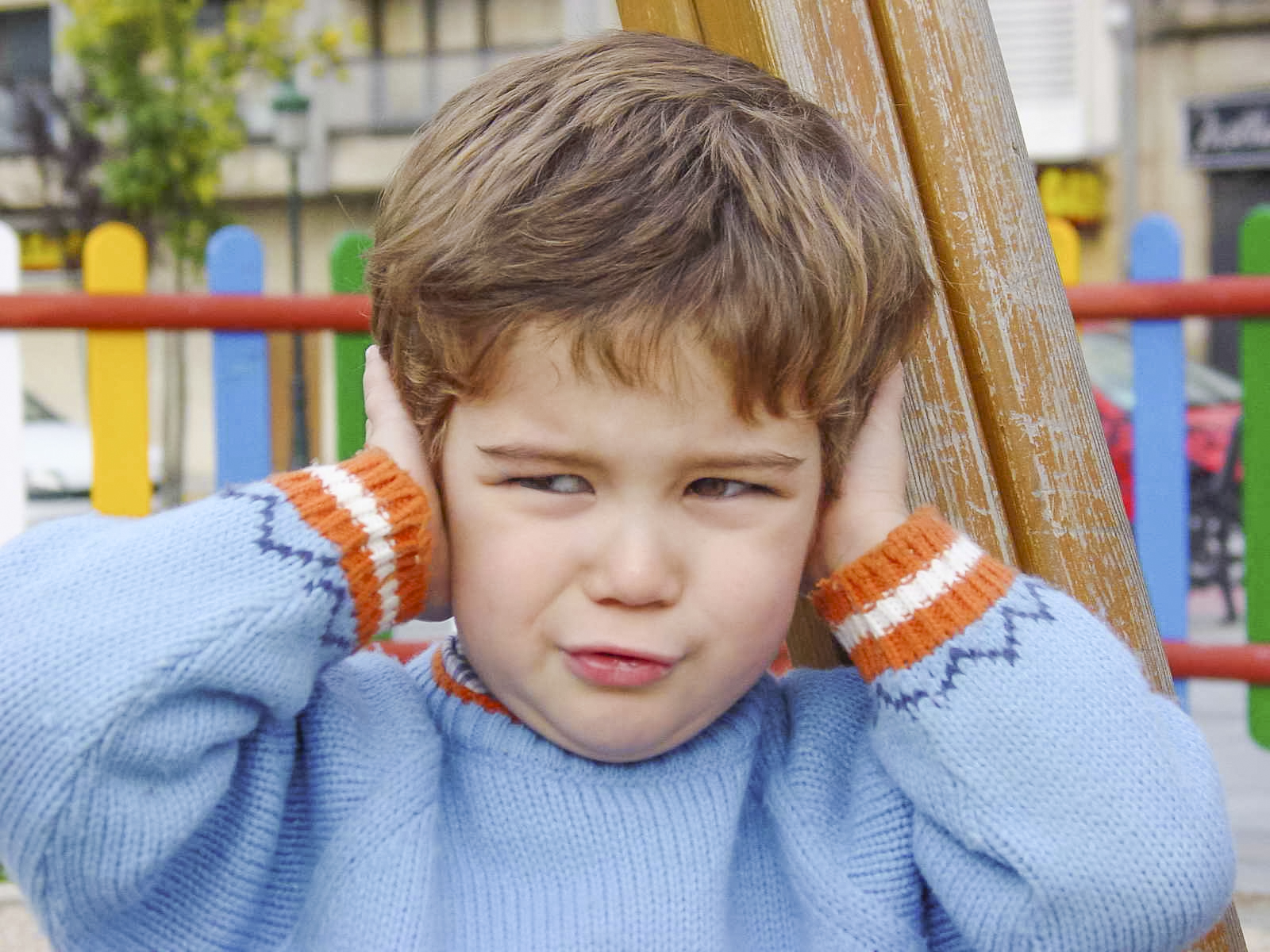
L'hyperacousie est présente avec une forte prévalence dans le syndrome d'Asperger.

Les autistes Asperger ont le plus souvent une excellente perception auditive et visuelle. Généralement, les enfants avec TSA démontrent une perception accrue des petits changements dans les habitudes telles que les arrangements d'objets ou d'images connues, mais contrairement aux individus autistes dits « de haut niveau », les Asperger rencontrent des difficultés dans certaines tâches impliquant la perception visuo-spatiale, la perception auditive et la mémoire visuelle. De nombreux témoignages font part de perceptions et d'expériences sensorielles inhabituelles. Ils peuvent être exceptionnellement sensibles ou insensibles au son, à la lumière et à d'autres stimuli. Ces réactions sensorielles existent dans d'autres troubles du développement. Il y a peu de données pour étayer l'augmentation de réponse combat-fuite ou l'échec de l'accoutumance ; il y a plus de preuves d'une diminution de la réactivité aux stimuli sensoriels, bien que plusieurs études ne montrent pas de différences. Les témoignages font état d'une intolérance aux bruits imprévus et incontrôlés, alors que les bruits contrôlés sont beaucoup mieux acceptés.

Certaines études tendent à établir un lien entre le syndrome d'Asperger et la prosopagnosie, c'est-à-dire la difficulté à identifier des visages,.
L'hypersensibilité est plus fréquente pour l’ouïe et le toucher. L'hyperacousie est présente dans 69 % des cas et les acouphènes dans 35 % des cas, d'après une étude épidémiologique sur 55 patients. L'hypersensibilité tactile peut être telle que la personne refuse de se laisser toucher (c'est le cas notamment de Temple Grandin), d'embrasser ou de se laisser embrasser sur la joue, de se laisser coiffer ou couper les cheveux (à cause de l'intégrité physique qui est ressentie comme agressée et de la sensation des cheveux coupés qui tombent sur le corps), de tenir certains objets dans les mains (colle, texture de vêtements, etc.), ou manifeste une aversion perçue comme exagérée pour les vêtements inconfortables. Hans Asperger a noté que les adolescents qu'il a étudiés détestaient la sensation de l'eau sur leur visage. Cette particularité semble assez courante chez les Asperger et peut entraîner des problèmes d'hygiène. Cependant, certaines sensations tactiles peuvent être perçues comme plus agréables.
Plus de la moitié des Asperger ont une sensibilité olfactive et gustative supérieure à la moyenne. Ils peuvent se montrer difficiles dans leurs choix alimentaires. Entre 18 et 23 % des adolescentes anorexiques présentent aussi des signes de syndrome d'Asperger. L'hypersensibilité visuelle est documentée à travers des témoignages de femmes Asperger, qui décrivent leur aversion pour la lumière au néon et pour les supermarchés et grands magasins, à cause du grand nombre d'objets de toutes formes et de toutes couleurs.

### Rapport avec l'imaginaire et la fiction

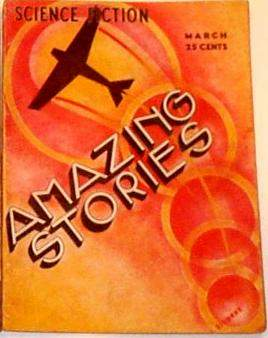
Les autistes Asperger lisent souvent de la science-fiction.

Les Asperger, peut-être en particulier les femmes, ont tendance à développer, à partir de capacités souvent meilleures, un imaginaire abondant, qui peut constituer, selon Tony Attwood, une stratégie de compensation du sentiment d'être « socialement déficient », la personne évitant ainsi les troubles d'anxiété. Les enfants ont très souvent des amis imaginaires, une particularité relatée dans les témoignages. Les enfants Asperger peuvent imaginer toutes sortes de situations : Peter Vermeulen cite le cas d'un jeune garçon passionné par l'agriculture qui se mettait en colère parce que ses parents marchaient sur les plantations qu'il imaginait faire pousser sur le sol de son appartement. Ce rapport à l'imaginaire peut évoluer à travers la lecture d’œuvres de science-fiction et de fantastique, une passion pour l'astronomie et la géographie de pays lointains et inconnus, et par l'écriture. La lecture et l'écriture peuvent avoir l'avantage de permettre à la personne Asperger d'explorer les pensées des autres.
Cependant, d'après certains critères diagnostiques, les adultes Asperger peuvent, contrairement aux enfants, manquer d'imagination. D'après Tony Attwood, cela se manifeste par l'incapacité à « faire semblant » et à créer de la fiction spontanée, ainsi que par un manque d’intérêt pour la fiction de manière générale, au profit d'aspects linguistiques ou autres purement factuels et d'une sophistication rigide, du moins inadaptée au contexte concret, que les causes en soient biologiques ou résultent purement de critères sociaux dans la façon de s'y adapter, en particulier chez les hommes. Les femmes, surtout, peuvent avoir à tout âge un intérêt dans la fiction. Certaines deviennent même des autrices à succès en littératures de l'imaginaire, une particularité qui ne semble pas notée chez les hommes. Mais la théorie de la déficience de l'imagination est controversée, de nombreux témoignages d'Asperger faisant état, au contraire, d'une imagination fertile et plutôt plus développée que la moyenne, comprenant des visions atypiques, quels que soient l'âge et le sexe. Cela ne signifie pas toujours qu'elle s'exprime et s’extériorise autant, même si elle compense justement des troubles sociaux, verbaux et anxieux.

### Sexualité, identité de genre, vie de couple et parentalité
D'après la psychologue et sexologue Isabelle Hénault, les personnes Asperger connaissent le même développement de caractères sexuels secondaires et ont les mêmes besoins que les personnes neurotypiques, mais leurs difficultés de communication peuvent limiter les interactions amoureuses et provoquer des comportements inappropriés. L'expérience de l'identité de genre est modifiée à l'adolescence en raison de la compréhension inadaptée du contexte socio-sexuel, avec cependant les différences liées au sexe dans l'autisme, notamment dans les stratégies d'insertion dans les relations interpersonnelles. Nouer des relations avec la personne aimée est généralement difficile pour un Asperger : à l'adolescence, tous ressentent le besoin de plaire mais les neuroatypiques se trouvent souvent dans l'incapacité d'y parvenir. Ils ne s'intéressent pas en priorité à la mode vestimentaire ni aux codes de séduction associés, ne perçoivent pas de la même façon le romantisme de certains contextes ou de certaines paroles, et se trompent davantage sur l'interprétation des émotions de leur partenaire. L'attraction est généralement davantage fondée sur le physique de l'autre que sur le sexe. Il peut être difficile de trouver des intérêts communs, mais la musique, le théâtre et les animaux (en particulier les chats) peuvent rapprocher les deux personnes du couple. Il est rare en revanche qu'un Asperger s'intéresse au sport. Une autre difficulté se pose à travers la confiance accordée au partenaire, la plupart des Asperger accordant une confiance totale. Ils font souvent preuve d'une grande naïveté, il est ainsi particulièrement aisé de leur mentir. Par contre, une seule trahison de la confiance entraîne le plus souvent une rupture définitive de celle-ci. Certaines personnes Asperger, surtout des femmes, se désintéressent totalement de l'amour et de la vie de couple. Bien qu'il n'existe pas d'étude fiable à ce sujet, il est possible que les femmes et hommes autistes et Asperger aient plus souvent une préférence exclusive ou non pour les relations homosexuelles que les personnes neurotypiques. En outre, les études sur l'identité de genre des personnes autistes et notamment Asperger montrent que celle-ci est plus souvent caractérisée qu'en population générale par un ressenti fluctuant, fluide, non binaire, non conforme aux normes sociales cis, et par une transidentité.
Durant la vie de couple, le possible manque d'attentions affectives — ou du moins bien comprises — peut pousser leur partenaire à croire qu'il n'est pas aimé. La personne Asperger a souvent tendance à croire que laisser son partenaire dans la solitude est le meilleur moyen de lui permettre de trouver du réconfort. Elle peut avoir des difficultés à apporter du soutien émotionnel et à partager des activités familiales. Le partenaire Asperger a aussi tendance à cacher ses éventuels sentiments de stress et de tristesse. Pour toutes ces raisons, l'effet du syndrome peut être dévastateur sur la vie de couple.
La sexualité se manifeste plus souvent chez les Asperger que chez les neurotypiques par des routines obsessionnelles, ou au contraire par l'évitement de tout contact intime. Les Asperger pratiquent aussi plus souvent l'autostimulation sexuelle. Leur possible hypersensibilité tactile peut entraîner une perception désagréable des relations intimes.
Il peut être plus facile pour les personnes neurodivergentes et autistes, Asperger notamment, de former des couples entre elles, comme de nouer d'autres relations sociales avec des personnes susceptibles d'être comprises par elles et de les comprendre plus aisément. Des sites de rencontre s'adressent spécifiquement à des personnes atypiques ou neuroatypiques souhaitant nouer des relations amoureuses ou amicales.
Concernant la parentalité, peu d'études portent sur le rapport que les personnes Asperger entretiennent avec leurs enfants. Huit femmes Asperger devenues mères ont fait part d'une incompréhension récurrente dans la manière de les élever au mieux, d'un besoin de contrôle sur leur enfant, et d'expériences sensorielles inhabituelles.

## Historique

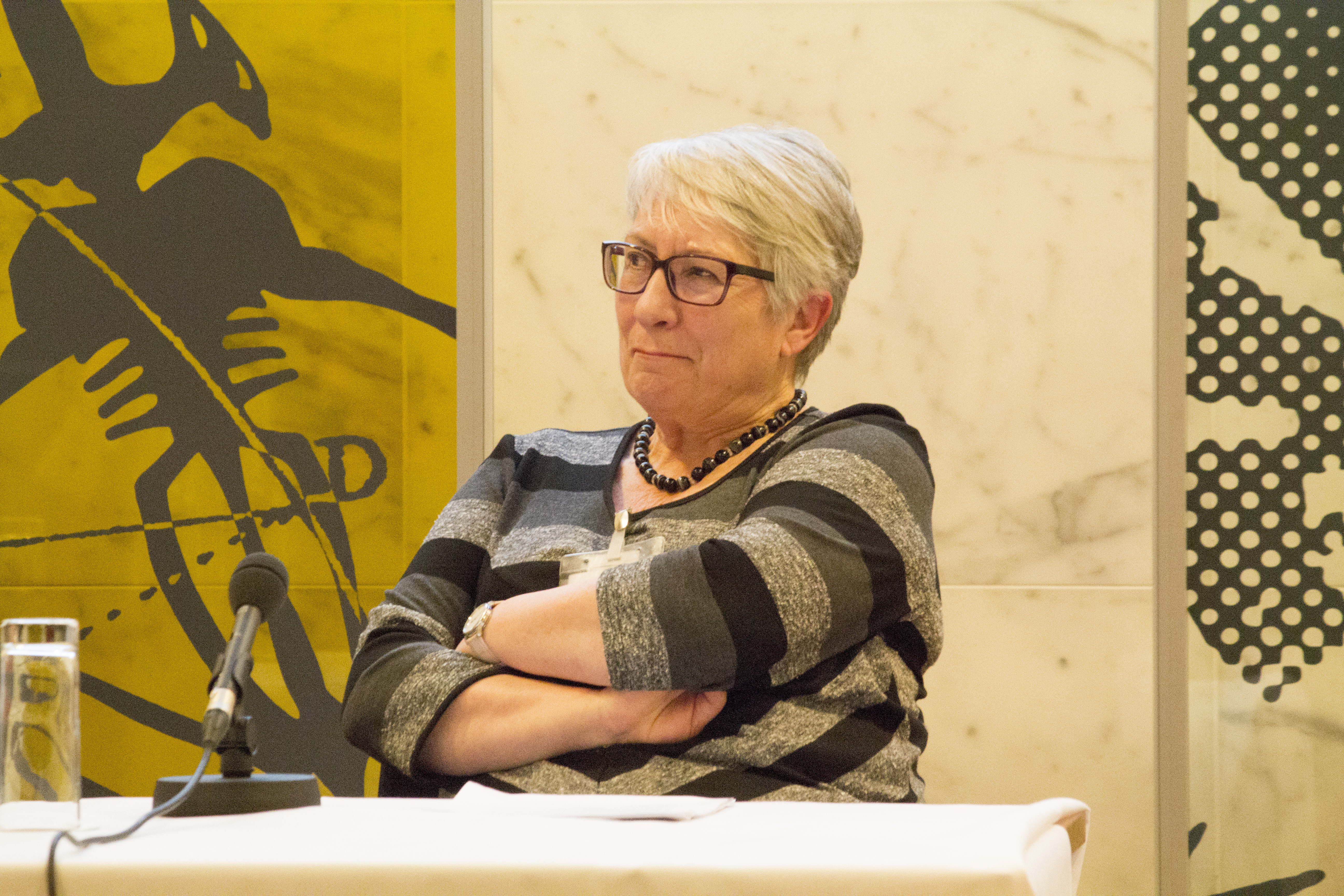
La chercheuse allemande Uta Frith a étudié le syndrome d'Asperger.

Les premières descriptions remontent aux années 1920, mais Hans Asperger est le premier à réellement identifier ce syndrome, sous le nom de psychopathie autistique, en 1944. Il fait preuve d'une remarquable précision dans sa description d'un trouble de la personnalité. Les observations de Hans Asperger restent globalement inconnues jusqu'en 1981, alors que celles de Leo Kanner forment la base de la définition de l'autisme infantile. Durant ce laps de temps, les observations de cas d'autisme « à haut niveau de fonctionnement », ou autisme « atypique », se multiplient. Environ 25 % des personnes diagnostiquées comme autistes ne présentent pas de déficience intellectuelle ni de retard du langage.
En 1981, la psychiatre britannique Lorna Wing publie une étude concernant 34 cas d'enfants autistes « de haut niveau » et utilise le terme de « syndrome d'Asperger ». Les recherches sur l'autisme « de haut niveau » se multiplient notamment dans les pays anglophones, contribuant à faire connaître le syndrome d'Asperger au grand public. Elle étend légèrement la conception qu'Asperger se faisait du syndrome qui porte désormais son nom. L'article de Hans Asperger est traduit en anglais par Uta Frith en 1991. Cela bouleverse la définition de l'autisme, puisque des personnes avec et sans retard mental (voire surdouées) entrent désormais dans le même « spectre de l'autisme ». Plusieurs spécialistes travaillent sur la définition de critères diagnostiques fiables. En tant que trouble envahissant du développement (TED), le syndrome d'Asperger fait son entrée dans la Classification internationale des maladies en 1993, puis dans le DSM-IV en 1994, enfin dans la CFTMEA en 2000.
À la suite d'un célèbre article de Steve Silberman dans Wired en décembre 2001, intitulé « The Geek Syndrome », le nom de « syndrome geek » est aussi employé de manière inappropriée en référence au syndrome d'Asperger. Depuis les années 1990, une « culture Aspie » s'est mise en place à travers des sites internet, des associations et des publications autobiographiques. La médiatisation des prouesses intellectuelles de nombreuses personnes diagnostiquées, comme Daniel Tammet et Josef Schovanec, a popularisé le syndrome d'Asperger.

## Causes et mécanismes
Les causes exactes de l'autisme Asperger restent inconnues, comme en témoigne le rapport du comité de la revue scientifique Nature, The Autism Enigma (2011) : « malgré les progrès réalisés, les efforts pour élucider comment les gènes et l'environnement influencent le développement de l'autisme sont encore loin d'atteindre leur but ». Plusieurs facteurs sont soupçonnés de jouer un rôle dans l'expression de l'autisme, compte tenu de la variabilité phénotypique observée chez les personnes avec Syndrome d'Asperger (SA),. D'après Tony Attwood : « le syndrome d'Asperger n'a pas une origine psychogène, mais bien plutôt une étiopathogénie impliquant des mécanismes génétiques et des anomalies cérébrales » (2012). Les facteurs environnementaux sont soupçonnés d'influencer l'ensemble du cerveau, plutôt qu'une partie précise. Il est possible que le mécanisme du syndrome d'Asperger soit séparé des autres troubles du spectre de l'autisme (TSA).
De nombreux éléments étayent l'hypothèse d'une transmission génétique, les membres de la famille des personnes diagnostiquées Asperger présentant souvent un ou plusieurs symptômes. Hans Asperger l'avait remarqué. Il reste à découvrir les mécanismes génétiques précis qui sont impliqués. Les recherches s'orientent sur des mécanismes communs avec l'autisme classique. Un manque de cofacteur à molybdène (MOCO) pourrait entraîner l'hypersensibilité au stress oxydatif qui semble un effet biologique commun de l'autisme Asperger ou autre, une diminution du nombre de synapses et une neurotransmission anormale. L'acide γ-aminobutyrique (GABA), qui inhibe les effets excitateurs et neurologiquement perturbateurs du glutamate, semble lui aussi touché dans toutes les formes d'autisme, ce qui induirait les difficultés à gérer et à supprimer les images visuelles, et la tendance à se focaliser sur des détails. Le syndrome d'Asperger pourrait dépendre de composantes génétiques dominantes sur celles de l'autisme classique. Il y a probablement un groupe commun de gènes et notamment d'allèles qui induisent une susceptibilité au développement du syndrome d’Asperger (SA) ; si tel est le cas, la combinaison particulière d'allèles déterminerait l'ampleur des symptômes pour chaque individu. Certains chercheurs mettent en cause le chromosome 6 humain,, et le microbiote intestinal humain,. Des recherches publiées en mars 2015 ont révélé une similitude entre les gènes impliqués dans l'autisme et ceux de l'intelligence, ce qui pourrait expliquer les performances cognitives parfois élevées des personnes autistes sans déficience intellectuelle. Contrairement à la théorie qui a longtemps prévalu, les mères d'enfants Asperger n'ont aucune responsabilité dans les troubles de leur enfant.
Plusieurs représentations conceptuelles des mécanismes du syndrome ont été proposées. La théorie d'une « faible cohérence centrale » (déséquilibre spécifique dans l’intégration des informations à différents niveaux), émise par Uta Frith en 1989, a été depuis largement remise en cause, notamment par les capacités de mémorisation des personnes Asperger. Une anomalie liée à la théorie de l'esprit (incapacité à comprendre normalement ce qui est émis par l'autre selon Uta Frith et Simon Baron-Cohen, incapacité à émettre des éléments recevables par l'autre donc à être compris normalement selon Tony Attwood), semble être à l'œuvre. Simon Baron-Cohen penche plutôt pour un cerveau « hypermasculin », caractérisé par une empathie dysfonctionnelle et une plus grande aptitude à « systémiser ». La théorie d'une « motivation sociale très diminuée » connaît une certaine popularité. Aucune de ces deux théories n'est très reconnue et celle de l'hypermasculinité est particulièrement polémique.

### Difficultés pré- et post-natales, facteurs environnementaux
Dans sa première publication sur le sujet en 1981, Lorna Wing a noté que bon nombre de mères d'enfants Asperger avaient vécu une grossesse difficile, pouvant être à l'origine d'un développement cérébral atypique chez l'enfant. Une étude ultérieure montre que 31 % des mères ont vécu des complications durant leur grossesse, 60 % ayant rencontré des problèmes divers jusqu'à l'accouchement. La comparaison de la taille et du poids des enfants (facteurs obstétriques) n'a donné aucun résultat concluant, bien que plus de bébés que la moyenne naissent avec une macrocéphalie (un crâne plus développé que la normale). Plus d'un Asperger sur quatre présente un développement du périmètre crânien plus rapide qu'un bébé neurotypique, qui redevient normal après l'âge de 5 ans. Il semble aussi que les cas de syndrome d'Asperger soient plus fréquents lorsqu'il s'agit de naissances prématurées ou après terme.
Quelques cas de syndrome d'Asperger ont été liés à une exposition à des facteurs tératogènes (agents causant des maladies congénitales) pendant les huit premières semaines qui suivent la conception. Bien que cela n'exclue pas la possibilité que les troubles du spectre de l'autisme (TSA) soient initiés plus tard, ils sont fortement soupçonnés de se développer très tôt dans le développement de l'enfant. De nombreux facteurs environnementaux sont soupçonnés d'influencer le développement du syndrome après la naissance, mais aucun n'a pu être mis en évidence.

### Différences cérébrales

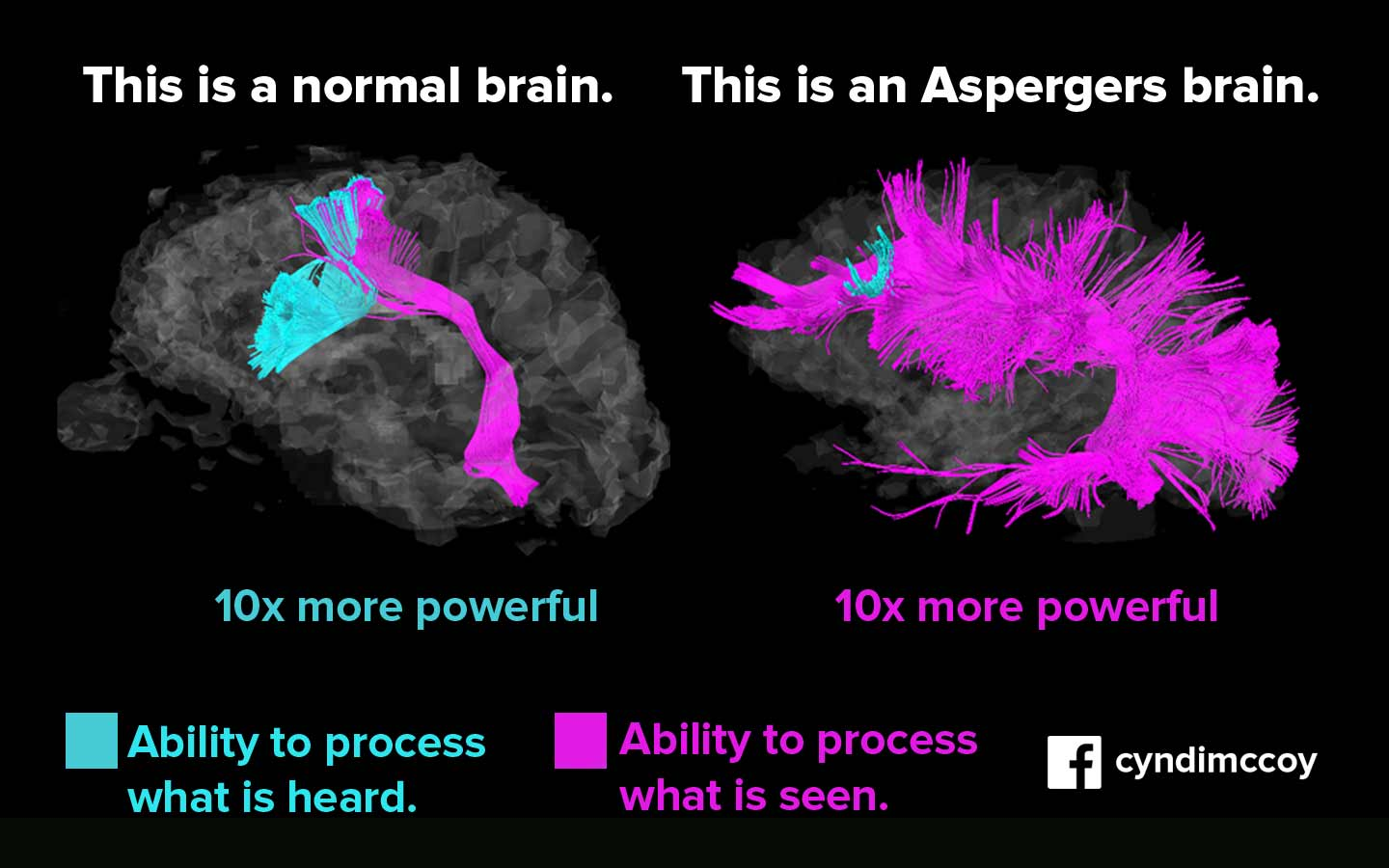
Comparaison des zones de compréhension orale et visuelle du cerveau neurotypique et du cerveau Asperger.

Les études neurologiques (en imagerie cérébrale notamment) ont mis en évidence un dysfonctionnement du cerveau social chez les personnes Asperger, touchant plus particulièrement le lobe frontal et les régions temporales du cortex. Le réseau qui relie le médial préfrontal au cortex temporal, impliqué dans l'intuition et la théorie de l'esprit, présente une activation réduite et une mauvaise connectivité. Un dysfonctionnement du cervelet est également évoqué. Il serait impliqué dans la maladresse et les problèmes de coordination des mouvements, entraînant une insuffisance dans la capacité à associer les entrées sensorielles avec les commandes motrices appropriées. L'amygdale et les ganglions de la base ont été mis en cause, aboutissant à la conclusion que « la connectivité fonctionnelle des structures du lobe temporal médian est spécifiquement anormale chez les personnes atteintes du syndrome d'Asperger ». Des recherches plus anciennes avaient penché pour un dysfonctionnement de l'hémisphère cortical droit, rapprochant ce syndrome du trouble de l'apprentissage non-verbal. Enfin, d'autres anomalies ont été détectées au niveau du système dopaminergique pour ce qui concerne la dopamine présynaptique. Elles sont similaires à celles que l'on constate dans les cas de schizophrénie. Des études préliminaires s'orientent sur l'élargissement des aires temporales et pariétales, et l'augmentation de la matière grise.

### Anomalies liées à la théorie de l'esprit

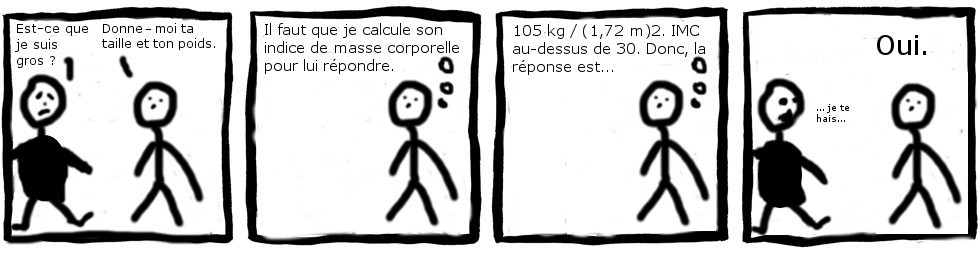
Exemple de manque d'empathie lorsqu'un autiste Asperger répond à une question impliquant de l'émotionnel.

La théorie de l'esprit se définit par la capacité à reconnaître et comprendre les pensées, les croyances, les désirs et les intentions des autres. C'est donc un prérequis à la « capacité d'empathie ». L'hypothèse d'un manque ou d'une absence de théorie de l'esprit est affinée dans le cadre du syndrome d'Asperger : « les données expérimentales suggèrent que les personnes avec syndrome d'Asperger peuvent manquer de théorie intuitive de l'esprit (mentalisation), mais peuvent être en mesure d'acquérir une théorie explicite de l'esprit »,. Le dysfonctionnement de l'amygdale semble impliqué.
Les personnes diagnostiquées avec un syndrome d'Asperger atteignent le même niveau de performance que les sujets contrôles à certains tests simples de la théorie de l'esprit, mais elles échouent plus souvent aux tests complexes, témoignant d'un « déficit sélectif pour interpréter les intentions d’autrui ». Contrairement à certains clichés, elles obtiennent généralement de moins bons résultats que les neurotypiques dans l'empathie cognitive (la compréhension des émotions de l'autre), mais sont le plus souvent dans la moyenne sur l'empathie affective, ou peuvent l'éprouver sans déficit si elles ont compris les situations et sentiments des autres. Le déficit affecte spécifiquement la reconnaissance des émotions positives.
Selon Uta Frith et F. Happe, il est possible également que les Asperger aient une conscience d'eux-mêmes différente des personnes neurotypiques, car faisant appel à l'intelligence et à l'expérience plutôt qu'à l'intuition. Elle se révélerait naturellement plus proche de celle d'un philosophe. Tony Attwood adhère à cette vision et cite en exemple les autobiographies des personnes Asperger, dont les qualités sont « quasiment philosophiques ».

## Diagnostic
Les parents d'enfants Asperger repèrent classiquement des différences dans le développement de leur enfant dès l'âge de 30 mois. Un examen de routine par un médecin généraliste ou un pédiatre peut permettre d'identifier des symptômes qui demandent des examens complémentaires,. Le diagnostic du syndrome d'Asperger est complexifié pour de nombreuses raisons. Considéré comme situé dans la partie haute des troubles du spectre de l'autisme (TSA), à la différence de l'autisme de Kanner, ou autisme infantile classique, il est plus difficile à repérer car ne s'accompagne pas d'un retard mental. Cette difficulté réside dans le caractère invisible des troubles du spectre de l’autisme sans déficience intellectuelle, une spécificité soulignée par de nombreux spécialistes,. Le syndrome d'Asperger est donc souvent qualifié de « handicap invisible ». L'éducatrice spécialisée Carol Gray et le psychologue Tony Attwood ont proposé dans les années 1990 des critères de diagnostic tenant compte de découvertes récentes. Plusieurs instruments de dépistage existent pour les enfants, les adolescents et les adultes. Ces critères ne font pas consensus. Par exemple, l'absence de retard dans l'acquisition du langage est un critère important dans certaines grilles diagnostiques, alors que des personnes déclarées Asperger présentent ce retard.
Des cas de sous et sur-diagnostics sont fréquents, soit parce que la popularité des options de traitement incite à diagnostiquer des TSA pour des symptômes incertains, soit car le coût du dépistage et la difficulté à obtenir une compensation financière inhibent ou retardent le diagnostic. D'après Tony Attwood, le diagnostic des femmes est plus difficile que celui des hommes en raison de leur capacité à masquer délibérément leurs difficultés dans les interactions sociales. L'auteure et militante Liane Holliday Willey, elle-même Asperger, estime que les femmes sont fortement sous-diagnostiquées. De même, le diagnostic est plus difficile à poser à l'âge adulte que pendant l'enfance. Les troubles sociaux ne sont pas toujours visibles dans la petite enfance, et les adultes apprennent à les cacher par un apprentissage compensatoire. La grande majorité des travaux de recherche portent sur le diagnostic pendant l'enfance, malgré les preuves évidentes d'une persistance à l'âge adulte. La parution de plus en plus fréquente d'autobiographies à succès écrites par des autistes Asperger et d'articles sur le sujet dans les médias conduisent un nombre croissant d'adultes qui s'y reconnaissent à demander un diagnostic pour eux-mêmes ou l'un de leurs proches : pour Laurent Mottron, ces demandes de diagnostic doivent être prises au sérieux car elles mènent souvent à des confirmations.

## Épidémiologie
Le taux de prévalence estimé du syndrome d'Asperger varie selon les résultats des études, de 0,3 à 48 pour 10 000 (données 2012 et 2013),, ce qui donne un taux entre 1 sur 33 000 et 1 sur 208. En prenant pour base les critères du Dr Christopher Gillberg, qui ont la préférence de Tony Attwood, il y aurait un enfant Asperger pour 200  à   250 enfants non autistes.
Le syndrome d'Asperger représenterait environ 10 % des TED. Pour des raisons toujours discutées, le taux de prévalence du syndrome a tendance à augmenter au fil du temps. Diverses hypothèses explicatives sont étudiées : l'élargissement des critères de diagnostic, une meilleure connaissance du SA par les médecins et leurs familles, un changement des conditions environnementales et sociales. Aux États-Unis en particulier, les amitiés et les relations familiales dans le milieu socioculturel ont pu conduire à cette augmentation de la prévalence du syndrome.
Une étude publiée en 2015 donne une estimation d'environ 31 millions de personnes Asperger à travers le monde en 2013, qu'elles soient diagnostiquées ou non. Environ 46 % des enfants diagnostiqués ont un parent au premier degré présentant lui aussi des symptômes de ce syndrome, un taux qui monte jusqu'à environ 50 % en utilisant des critères élargis, : en 1998, une étude épidémiologique avait conclu que 5 % des mères et 20 % des pères ont des symptômes clairs et visibles du syndrome, ce qui accrédite la thèse d'une transmission génétique. En examinant aussi les personnes apparentées au 2e et au 3e degrés, il apparaît que les deux tiers des personnes diagnostiquées ont un parent qui présente des symptômes similaires.
Le syndrome est diagnostiqué chez 3  à   4 garçons pour une fille mais un écart généralement plus faible (voire une répartition égale), parfois plus fort (jusqu'à 9 garçons pour une fille),, est avancé par différents chercheurs pour la répartition réelle (comptant les non-diagnostiqués). Il existerait des différences liées au sexe et au genre dans l'autisme et peut-être un effet de la génétique féminine qui contrebalancerait le génotype autiste.

## Pronostic
Pour Tony Attwood, il ne faut pas considérer le SA de façon trop pessimiste en ce qui concerne son évolution, la personne concernée pouvant apprendre à développer ses capacités sociales. Ainsi, environ 20 % des enfants Asperger ne correspondent plus aux critères diagnostiques une fois adultes, bien que les difficultés sociales et de communication puissent persister. L'apprentissage permet d'améliorer significativement les relations sociales au cours de la vie, y compris après l'âge de trente ans. Les déficits sociaux peuvent rester à vie, mais le résultat est généralement plus positif que pour les personnes situées dans la partie basse des troubles du spectre autistique. De plus, les symptômes du TSA sont plus susceptibles de diminuer avec le temps chez les enfants diagnostiqués avec un syndrome d'Asperger ou l'autisme de haut niveau.
Il existe peu d'études sur les conséquences du syndrome à long terme. Les personnes semblent avoir une espérance de vie normale, mais un risque accru de comorbidité d'ordre psychiatrique, affectant le pronostic,. Mi-2015, une étude sur 50 hommes adultes Asperger âgés en moyenne d'une trentaine d'années montre que seuls trois d'entre eux ne correspondent plus aux critères d'un trouble neurologique ou psychiatrique vingt ans après leur premier diagnostic d'autisme. Plus de la moitié ont un trouble du déficit de l'attention ou souffrent de dépression, mettant en lumière la nécessité d'un suivi des personnes Asperger sur le long terme.

## Conséquences
Les difficultés sociales des Asperger provoquent de nombreux quiproquos en cas de comportement inapproprié à une situation donnée : par exemple, la difficulté à établir un contact visuel est prise à tort pour de la culpabilité. Les Asperger reçoivent de très nombreux reproches tout au long de leur vie, pour des comportements qu'il leur est impossible de changer (auto-stimulations, maladresse sociale…). Beaucoup souffrent de l'impossibilité de nouer des amitiés. Les efforts fournis en situation de contacts sociaux peuvent leur demander un état d'alerte permanent et les pousser vers l'épuisement mental et physique. Le stress influence très négativement les personnes Asperger, notamment parce qu'il diminue encore davantage leur perception des états d'âme d'autrui. Les signes du syndrome sont plus visibles en période de stress,.

### Harcèlement et intégration scolaire

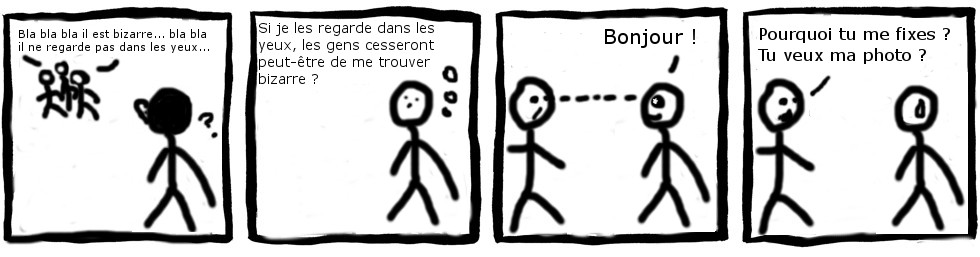
Exemple de difficulté que peut rencontrer un autiste Asperger dans le cadre scolaire.

Les enfants Asperger sont fréquemment brimés par les autres dans le cadre scolaire, ils sont dans l'ensemble plus vulnérables au harcèlement que les autres enfants. Selon Laurent Mottron et la majorité des témoignages, ce harcèlement survient généralement vers l'âge de dix ans (entrée au collège) et s'accompagne de stress puis d'anxiété : auparavant, les Asperger sont favorisés à l'école primaire grâce à leurs capacités d'apprentissage,. Leur besoin fréquent de réfléchir avant de répondre dans les contextes sociaux conduit les autres enfants à les prendre pour des gens pédants, formels ou intellectuellement retardés, ce qui constitue une cause fréquente de harcèlement scolaire,. Le stress post-traumatique résultant de ce harcèlement conduit un grand nombre de filles Asperger à l'échec scolaire, et à abandonner des études et perspectives de carrière brillantes.
Les Asperger ont tendance à refouler leurs sentiments et à s'excuser en permanence. Leurs tentatives pour s'intégrer et nouer des relations amicales sont rarement fructueuses. Ils peuvent subir un harcèlement moral continu. Les cas de harcèlement les plus graves sont désastreux pour leur estime d'eux-mêmes et leur équilibre psychique. Tony Attwood dispense différents conseils pour éviter le harcèlement des enfants à l'école : leur permettre de se réfugier auprès d'un groupe, favoriser la constitution de groupes d'enfants ayant le même profil, les encourager à dénoncer ce dont ils sont victimes et à exprimer ce qu'ils ressentent d'une façon claire. Des difficultés d'intégration surviennent pendant tout le parcours scolaire, y compris à l'université. À cause de leurs particularités sensorielles, certains élèves Asperger sont contraints d'éviter des lieux tels que les syndicats d'étudiants, les bars et les bibliothèques.

### Vulnérabilité face à la police et la magistrature
Les personnes Asperger sont particulièrement vulnérables lors des interrogatoires de police. En particulier, les particularités de la parole ou du comportement peuvent être simplement interprétées comme intentionnelles ou délibérées. De même, des difficultés à comprendre des questions ou des déclarations faites par d’autres, en particulier si elles impliquent l'ironie, le sarcasme ou incluent une autre signification quelque peu sous-entendue, enveloppée, peuvent laisser certaines personnes Asperger particulièrement confuses ou anxieuses. Enfin, l'écholalie de certains autistes Asperger lors des interrogatoires peut être perçue comme une moquerie ou un acquiescement.

### Difficultés à trouver et garder un emploi

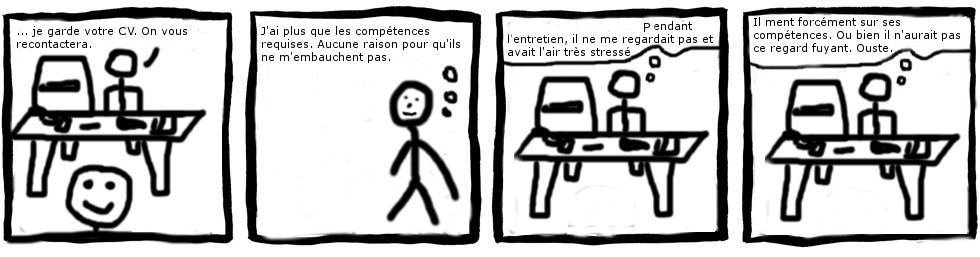
Exemple de discrimination à l'embauche subie par un autiste.

À compétences égales, les Asperger éprouvent davantage de difficultés à trouver et conserver un emploi. Passer les entretiens d'embauche, travailler en groupe, diriger une équipe, respecter les délais et gérer leur stress sont autant d'obstacles. D'après Tony Attwood, « il y a probablement un fort taux de syndromes d'Asperger parmi les personnes au chômage de manière chronique », bien qu'il existe aussi des cas de réussites professionnelles remarquables. Une étude réalisée sur les 250 000 Asperger recensés au Royaume-Uni en 2001 révèle que seuls 12 % d'entre eux ont un travail à temps plein. De manière générale, environ 90 % d'entre eux seraient sous-employés et dans l'impossibilité de gagner leur indépendance financière (2004). De plus, les Asperger ont généralement du mal à évaluer la valeur de leur propre travail et peuvent être exploités financièrement, ou bien subir diverses moqueries de la part de leurs collègues. Ils sont vus à tort comme des gens fainéants, irresponsables ou stupides.
Ils ont pourtant plusieurs avantages sur les personnes neurotypiques dans le monde du travail. Ils semblent favorisés pour assimiler la programmation et le graphisme informatiques, et ont généralement un respect absolu des règles, qui les rend très intègres. Si l'emploi se trouve dans le domaine d’intérêt spécial, alors la personne Asperger aux intérêts spéciaux sera « hyper-compétente ».

### Vulnérabilité aux troubles émotionnels ou psychologiques

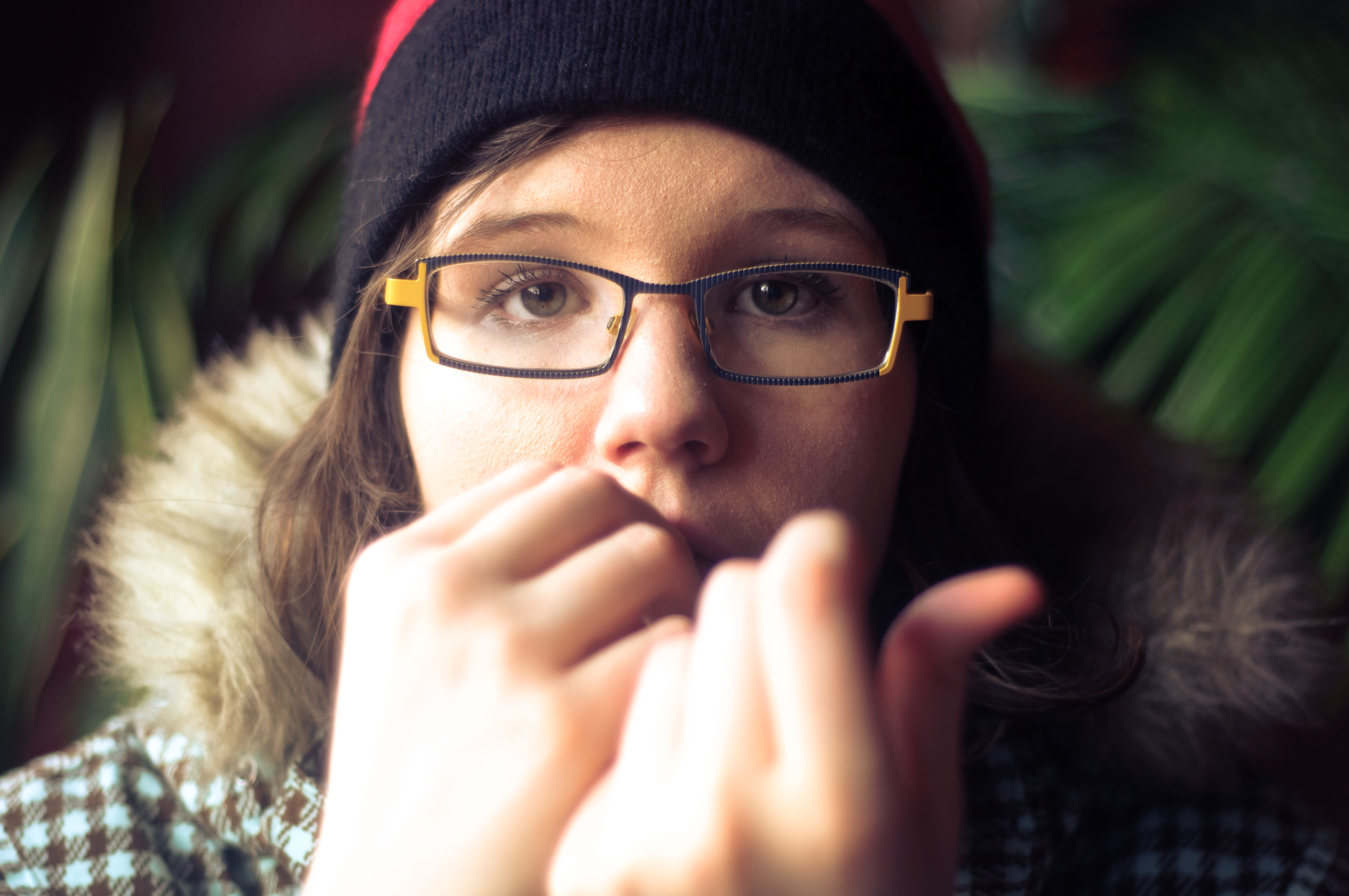
L'anxiété est très fréquente chez les Asperger.

Le psychiatre Mohammad Ghaziuddin a étudié les liens entre le syndrome d'Asperger et les troubles mentaux. Le syndrome d'Asperger est souvent lié à divers problèmes émotionnels et psychologiques : 65 % des personnes Asperger souffrent d'un trouble de l'humeur ou d'un trouble affectif, les plus fréquents étant l'anxiété et la dépression,. 25 % des adultes Asperger présentent des troubles obsessionnels compulsifs (TOC). Sont observés également une tendance à l'automutilation et au stress post-traumatique, et un comportement agressif (colères fréquentes). Le risque de développer des troubles hallucinatoires, de la paranoïa ou un trouble des conduites est également assez élevé. De tous les TSA, le syndrome d'Asperger semble être le plus susceptible de se combiner à un trouble bipolaire,. Une étude montre également que 40 % des adultes Asperger remplissent les critères pour le trouble de la personnalité obsessionnelle-compulsive.
Environ la moitié des Asperger ont un trouble du déficit de l'attention avec ou sans hyperactivité (TDAH), les deux diagnostics n'étant pas exclusifs. L'hyperactivité peut persister à l'âge adulte et entraîner des problèmes notables d'organisation et de concentration,. D'après Laurent Mottron, il semble que les Asperger aient un trouble attentionnel spécifique, qui puisse être traité comme les TDAH. Un haut niveau d'alexithymie est caractéristique de ce syndrome, entraînant les difficultés connues pour identifier et décrire ses émotions et celles d'autrui. Les enfants Asperger sont plus susceptibles que les autres d'avoir des troubles du sommeil, y compris des difficultés d'endormissement, de fréquents réveils nocturnes et des réveils trop matinaux,. Bien que le syndrome, la faible qualité du sommeil et l'alexithymie soient liés, leur relation causale est incertaine. Par contre, les problèmes rencontrés dans les interactions sociales pour maintenir des amitiés et des relations avec les pairs semblent jouer un rôle important dans la santé mentale et le bien-être des personnes Asperger.

#### Anxiété
Les difficultés sociales, la tendance à intellectualiser plutôt qu'à employer l'intuition, l'incertitude quant à la façon dont les autres vont les percevoir et les juger génèrent une anxiété importante chez les personnes Asperger, qui peut s'aggraver jusqu'à un trouble anxieux généralisé ou un mutisme sélectif. Les enfants perçoivent souvent les relations avec leurs camarades d'école comme étant anxiogènes. Les adultes peuvent être traités pour anxiété chronique. Il est possible que cette anxiété soit une composante du syndrome liée aux particularités neurologiques, ou bien qu'elle soit le résultat d'autres problèmes liés, comme l'hypersensibilité (notamment au bruit) et l'alexithymie. Pour lutter contre leur anxiété, qu'accroissent les réactions négatives d'autres personnes, les Asperger choisissent souvent de s'isoler et de limiter leurs contacts sociaux. Par exemple, les enfants refusent d'aller à l'école.

#### Dépression, schizophrénie et suicide
« Dans la pratique clinique, le diagnostic différentiel du syndrome d'Asperger par rapport à la schizophrénie peut être un défi ». De nombreux faux diagnostics, dus notamment à la méconnaissance du SA, ont conduit à des prises en charge inadaptées. Une étude portant sur 58 personnes diagnostiquées a révélé que 15 % d'entre elles ont des schizophrènes parmi leur famille, 60 % ayant des membres de leur famille diagnostiqués dépressifs. Cela suggère un lien entre ce syndrome, la dépression et la schizophrénie,. Dans quelques cas, une fuite poussée dans l'imaginaire peut déboucher sur un diagnostic de schizophrénie : une étude a porté sur neuf personnes Asperger suivies pendant vingt ans, trois d'entre elles ayant évolué vers une schizophrénie « avec délires et hallucinations ». Malgré tout, ce risque d'évolution semble relativement faible.
Les Asperger semblent beaucoup plus vulnérables aux pensées suicidaires que le reste de la population. Une étude de Simon Baron-Cohen sur 374 personnes adultes Asperger montre que 66 % d'entre elles ont déjà eu des pensées suicidaires. Sur 50 autres personnes Asperger interrogées pour les besoins d'une autre étude, 18 (soit plus de 35 %) ont déjà fait une tentative de suicide. Ce penchant suicidaire semble être en lien avec la dépression et les symptômes les plus sévères du syndrome, mais aussi les nombreuses difficultés rencontrées par ces personnes en termes d'exclusion sociale, d'isolement et de solitude. Le harcèlement scolaire peut conduire à ces pensées suicidaires et une attitude extrêmement critique envers soi-même et les autres. Tony Attwood estime que « chez les adolescents Asperger, la dépression est plutôt la règle que l'exception ». Si une prédisposition génétique peut entrer en compte, l'influence du sentiment de rejet et des moqueries que les Asperger subissent régulièrement n'est pas à négliger.

### Vulnérabilité aux addictions

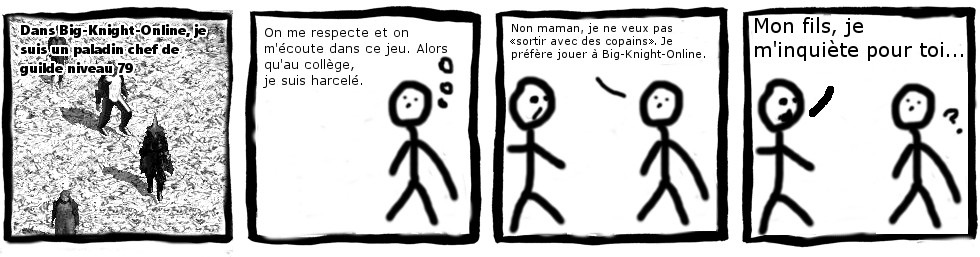
L'une des raisons de l'addiction au jeu chez les autistes Asperger.

Les études de cas sur les personnes Asperger ont révélé un grand nombre d'addictions. Sur 100 hommes Asperger âgés de 5  à   24 ans (2004), 13 souffrent d'alcoolisme sévère et 3 de toxicomanie. L'une des addictions les plus fréquentes est donc l'alcoolisme, qui constitue « un mécanisme d'adaptation pour faire face à la vie quotidienne », notamment pour soulager le sentiment d'anxiété pendant les situations sociales. De nombreux Asperger deviennent dépendants et, sans aide ni prise de conscience de leur état et de leur syndrome, empruntent un chemin d'autodestruction. La toxicomanie est également assez fréquente, bien que la limitation des contacts sociaux puisse préserver les adolescents de ce type de consommation. La consommation de marijuana (cannabis) est courante chez certains Asperger, qui affirment en avoir besoin pour contrôler leur anxiété. Les témoignages de consommation d'alcool et de drogue évoquent une tentative de pallier la maladresse sociale, précisant aussi que cette consommation n'a été d'aucune aide.
Parmi les jeunes générations, l'addiction à Internet et plus particulièrement aux jeux vidéo de type MMORPG est notable. Pour le Dr John Charlton, qui a découvert de nombreux traits du syndrome d'Asperger lors d'une étude sur 400 gamers, il est important de rappeler que la pratique du jeu vidéo ne cause pas l'autisme, mais qu'elle permet aux autistes de « s'échapper dans un monde où ils peuvent éviter les interactions en face-à-face ». Un article publié dans Wired News suggère que les particularités du syndrome rendent les Asperger naturellement plus doués pour comprendre et exploiter les mécanismes de ces jeux, augmentant d'autant leur attrait.
Les raisons de ces addictions restent à éclaircir. L'héritage génétique pourrait être une cause.

## Évaluation et accompagnement

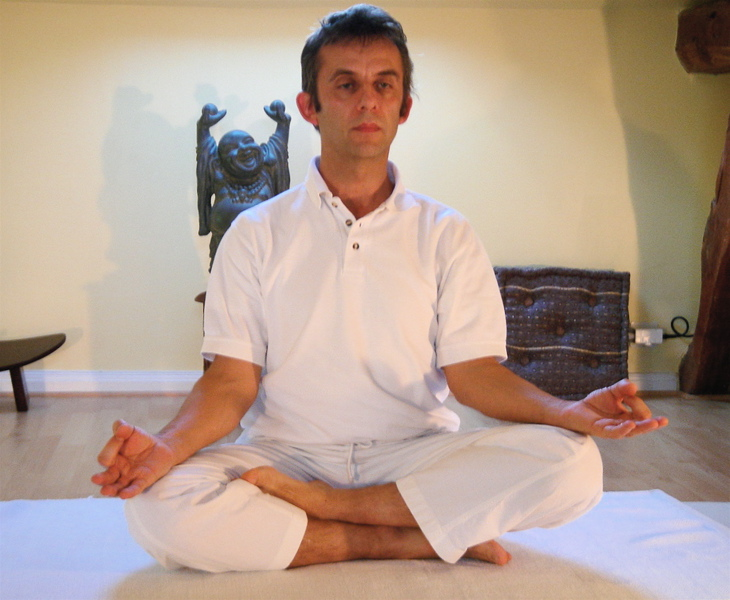
La méditation (ici, en posture de yoga) permet aux Asperger de gérer leur stress sans risque d'addiction.

Il existe diverses approches pour l'accompagnement des personnes autistes. Les parents d'enfants avec syndrome d'Asperger font face à de nombreux facteurs de stress durant l'éducation, généralement davantage que les parents d'enfants non handicapés ou concernés par certains autres handicaps, mais ce stress parental est très peu étudié.

### Approche comportementale
L'approche cognitivo-comportementale est la seule dont l'efficacité a été systématiquement évaluée scientifiquement. Le National Institute of Neurological Disorders and Stroke (en) (aux États-Unis) et la Haute Autorité de santé (en France), par ailleurs critiquée,, préconisent un accompagnement centré sur ces thérapies comportementales (abréviation « TCC », pour « thérapies cognitivo-comportementales »), qui se concentrent sur les capacités de communication, les routines obsessionnelles et répétées, et la maladresse physique. Plusieurs études sur les programmes d'entraînement aux habiletés sociales (EHS) ont démontré leur efficacité, notamment pour favoriser une meilleure adaptation psychologique des enfants,. Le guide d’Intervention cognitivo-comportementale auprès des enfants et des adolescents recommande un entraînement aux compétences sociales en commençant par la reconnaissance des émotions et de la communication non-verbale, passant par le jeu de rôle. Tony Attwood conseille également un programme d'éducation affective avec les enfants, pour leur apprendre comment nouer des amitiés, puis un programme de restructuration cognitive pour apprendre à gérer l'anxiété et remonter l'estime de soi, en utilisant (entre autres) la conversation par bande dessinée. L'utilisation d'un support vidéo semble également appropriée. Une dizaine d'études portant sur ces approches, et notamment sur les scénarios sociaux, concluent qu'elles « sont bénéfiques et significativement efficaces » pour réduire les comportements inappropriés, et que « la TCC permet de réduire les symptômes d'anxiété de manière significative chez les enfants atteints d'Asperger ». Une étude menée en 2009 conclut que 79 % des personnes Asperger suivant une TCC ont ressenti une diminution de leur anxiété,. Ces thérapies semblent également efficaces pour réduire les troubles de l'attention.
De nombreuses associations de parents et de personnes Asperger définissent la construction des politiques de santé. D'après la sociologue et historienne des sciences Brigitte Chamak, « dans les pays où ces approches [comportementales] sont généralisées depuis de nombreuses années, les mêmes témoignages de parents surmenés, épuisés, désemparés continuent à se multiplier, et ce malgré les publications « scientifiques » rédigées par ceux qui prônent et appliquent ces méthodes ». Des critiques de psychanalystes contre les TCC visent l'aspect « conditionnant », qui ôterait la liberté de choisir, de penser et de s'exprimer. Ces aspects ont poussé Michelle Dawson, chercheuse elle-même autiste, à s'opposer à l'imposition des TCC au Canada. Selon Alan J. Levy, psychiatre et psychanalyste, l'efficacité des approches éducatives et comportementales donne des résultats contradictoires et ces approches ne sont pas adaptées à la phénoménologie du syndrome d'Asperger. La neuropsychologue Myriam Noël-Winderling est critique à l'égard de l'accent mis sur l'empathie, de la théorie de l'esprit et des thérapies comportementales qui, selon elle, vont à l'encontre des ressources des personnes avec Asperger et les enferment dans une vision déficitaire d'elles-mêmes, où l'individu est réduit à des symptômes d'ordre statistique.

### Approche psychanalytique
Tony Attwood déconseille le recours à une thérapie psychanalytique mère-enfant, pour éviter une culpabilisation inutile des mères, précisant que « de façon générale, la technique des thérapies psychanalytiques est mise à mal avec les patients présentant un SA ». Il s'appuie notamment sur une étude de l'efficacité des psychothérapies sur les personnes SA, publiée par la psychothérapeute Paula Jacobsen en 2004. Josef Schovanec, diagnostiqué Asperger, témoigne que son suivi de cinq ans par « l'un des psychanalystes les plus réputés de Paris » lui a coûté très cher, sans résultat.
Les psychanalystes déclarent reconnaître la « pluricité des autismes », dont le syndrome d’Asperger.
Selon Fred R. Volkmar, les études d'inspiration psychanalytique concernant l'autisme sont rares, mais il souligne que les diagnostics d'Asperger ne sont pas clairs et que les techniques psychanalytiques ne sont pas unifiées. Cela limite les comparaisons entre études. Il existe selon lui des perspectives de traitement à long terme des personnes avec Asperger. D'après Bertram J. Cohler et Talia Weiner, la psychanalyse pourrait avoir un avenir important dans la prise en charge du SA, en raison des difficultés rencontrées avec la théorie de l'esprit, pour permettre aux personnes Asperger d'apprendre à « connaître la pensée de l'autre » et à « affronter les difficultés et frustrations qu'ils ont rencontrées dans leur vie ». Selon le psychanalyste Henri Rey-Flaud, la pensée visuelle pose une difficulté dans le cas des personnes Asperger, dans le registre de la symbolisation et de la relation d'objet, ces personnes ont construit des défenses psychiques en réponse à la difficulté à trouver leur place vis-à-vis des autres. Ce que note également Myriam Noël-Winderling, pour qui l'approche psychanalytique permet à la personne avec Asperger de conserver et protéger un centre névralgique qui lui est propre et de lui apporter un éclairage dans son rapport aux autres et à la réalité.

### Psychothérapies
Tony Attwood ne donne pas de conseils sur les psychothérapies classiques d'une manière générale, signalant des avis variés. Il rappelle que le praticien doit avoir une bonne connaissance des recherches en psychologie cognitive pour prendre un patient Asperger en charge. La psychologie analytique a démontré son efficacité, les psychothérapies conventionnelles permettent d'améliorer les relations parents-enfant.

### Méditation, zoothérapies et robots
Pour ce qui concerne la méditation, plusieurs spécialistes, y compris dans le monde scientifique, ont conclu que cette pratique est potentiellement bénéfique pour aider à gérer le stress des personnes autistes,. Un ouvrage répertorie des témoignages et différentes techniques de méditation accessibles aux personnes Asperger pour leur permettre de « reprendre du contrôle et améliorer leur vie au quotidien ». Le yoga fait également l'objet de publications, allant dans le sens d'un bénéfice apporté par cette pratique aux enfants et aux adultes,,. D'autres exercices de relaxation peuvent être pratiqués, tels que les massages. Beaucoup de témoignages font part de l'aide apportée par les animaux de compagnie, notamment pour diminuer le sentiment de solitude,. Des essais fructueux ont également été menés avec l'équithérapie, la delphinothérapie et plus récemment (2015) le dialogue et l'évaluation avec un robot.

### Médication
Il n'existe aucun médicament pour les symptômes de base du SA, mais il est essentiel de réguler les troubles associés. En raison de leurs difficultés à analyser leurs propres émotions, les personnes concernées peuvent estimer que la médication ne leur est pas nécessaire, même pour réduire l'anxiété, la dépression, l'inattention et l'agressivité. L'association des antipsychotiques atypiques rispéridone et olanzapine permet une réduction des comportements répétitifs, de l'automutilation, des crises d'agressivité et de l'impulsivité. L'usage de la rispéridone sur des Asperger adolescents et adultes pendant trois ans a démontré des améliorations cliniquement significatives des symptômes négatifs. Les inhibiteurs sélectifs de la recapture de la sérotonine (ISRS), fluoxétine, fluvoxamine et sertraline, sont efficaces dans le traitement des intérêts et comportements restreints et répétitifs,,.
Les données manquent pour permettre d'évaluer les effets secondaires de ces traitements, et leur efficacité sur la durée. Les études s'orientent sur les effets croisés des traitements potentiels. Il est possible que l'exposition à des antidépresseurs pendant la grossesse et la petite enfance augmente le risque de TSA. De plus, l'usage de certains médicaments est déconseillé si la personne présente une tendance à l'addiction.
Un grand nombre de personnes Asperger (diagnostiquées ou non) ont recours à l'automédication pour soigner leur manque de confiance en eux et surmonter leurs difficultés sociales, avec tous les risques que cela entraîne.

### Accompagnement scolaire et monde du travail
Un accompagnement personnalisé peut se révéler nécessaire dans des situations telles que l'entrée au collège et au lycée, le suivi du cursus universitaire et la recherche d'emploi : 70 % des parents d'Asperger auditionnés par la National Autistic Society au Royaume-Uni estiment que leur enfant ne peut être indépendant sans un soutien personnalisé. Le décrochage scolaire est très généralement le résultat d'un stress accru ou du harcèlement, plutôt qu'une conséquence d'un manque de capacités intellectuelles. Laurent Mottron conseille d'expliquer systématiquement les problèmes spécifiques rencontrés par les élèves Asperger aux autres élèves en début d'année scolaire, afin d'éviter leur harcèlement. Un accompagnement est conseillé pour permettre une transition graduelle entre le monde scolaire et le monde du travail. Certaines associations aident les personnes ayant ce trouble à trouver du travail.

### Communauté Asperger
Les personnes adultes Asperger discutent beaucoup sur internet (notamment sur des groupes facebook) et organisent des rencontres (du type « café Asperger ») pour échanger et s'entraider. De nombreuses associations de rencontres existent, comme Asperger-amitié en région parisienne, qui est parrainé par Josef Schovanec. D'après le psychanalyste Hervé Bentata, bien que cette volonté de créer des liens paraisse contradictoire avec les difficultés de communication causées par le syndrome, elle s'explique par la forte utilisation d'internet et des réseaux sociaux en amont, permettant d'éviter les interactions en face-à-face.
Les rencontres entre 'Aspie' permettent également aux personnes ayant un TSA de nouer des liens avec des personnes ayant le même fonctionnement cognitif et ainsi leur permettre de se sentir compris. 

### Prise en charge institutionnelle par pays
Il y a une grande variété dans la reconnaissance du syndrome et dans les prises en charge selon les pays du monde. En fonction du pays d'origine de la personne et de son ethnicité, le diagnostic et la méthode de prise en charge peuvent être complètement différents. L'acceptation sociale et culturelle se révèle très variable également. Le syndrome d'Asperger est généralement bien reconnu et pris en charge dans les pays occidentaux, et notamment les pays scandinaves : le Canada, la Suisse, les États-Unis, la Belgique, l'Irlande, l'Allemagne et le Danemark, entre autres, comptent des recruteurs spécialisés chargés de trouver des personnes Asperger pour certains emplois dans lesquels elles sont plus performantes que les personnes neurotypiques,. En Chine, l'autisme n'est ni reconnu ni pris en charge, toute « anormalité » étant réprimée chez les enfants dans le système d'éducation chinois. En Inde en revanche, le diagnostic existe (2015), prenant en compte le profil clinique et la comorbidité. Ce pays dispose aussi de recruteurs spécialisés pour employer des Asperger dans l'informatique,. C'est également le cas au Japon, où les parents disposent de conseils ciblés pour élever les enfants avec SA.

#### Belgique
En Belgique, de nombreuses associations de parents d'enfants Asperger et autistes existent et un centre de diagnostic — le SUSA — a été créé. L’enseignement officiel, tel qu’il est organisé en Belgique francophone, n'offre pas d'encadrement ni de soutien scolaire pour les enfants. Les parents estiment que le diagnostic est insuffisant et que la non-reconnaissance du SA comme handicap entraîne de nombreuses difficultés,. Malgré tout, la prise en charge serait meilleure qu'en France. Il n'existe aucune étude épidémiologique fiable pour estimer combien de personnes pourraient être touchées. Le SA est fortement médiatisé en Belgique depuis 2013 (grâce notamment à certaines séries télévisées telles que The Big Bang Theory, dans laquelle un des héros, Sheldon Cooper, a un trouble similaire au syndrome d'Asperger, ou encore Atypical, série racontant les déboires d'un jeune Asperger), ce qui a provoqué (d'après Peter Vermeulen) un phénomène de sur-consultations.

#### Canada
Jusqu'en 1995, toutes les personnes autistes étaient dirigées vers des institutions peu adaptées. Le syndrome d'Asperger est désormais bien connu du grand public au Canada, y compris au Québec. Des efforts ont porté sur l'intégration des autistes dans le milieu scolaire, dans un cadre « le plus normal possible ». Des diagnostics abusifs sont suspectés. Laurent Mottron écrit qu'« une épidémie de syndrome d'Asperger liée à la capacité du diagnostic de TED de générer des services, et à sa notoriété médiatique, s'est donc répandue au Québec ces dernières années (2004) ». D'après lui, cette hausse du nombre de diagnostics a conduit à réviser le dossier de nombreuses personnes SA bénéficiant de prestations sociales. Les aides sociales aux personnes diagnostiquées ont depuis été supprimées, ou largement diminuées, au motif que les personnes Asperger ne sont pas « suffisamment handicapées ». Les entreprises canadiennes bénéficient d'une diffusion d'informations large concernant les avantages à employer une personne autiste.

#### États-Unis
Le syndrome est très bien connu aux États-Unis, où il est également très médiatique, entre autres grâce à un épisode de South Park qui en parle, et à la mode qui consiste à voir « a touch of Asperger's » chez de nombreuses personnes ayant réussi (dans les sciences et l'informatique en particulier). Dans les colonnes du Washington Post, l'investisseur Peter Thiel estime que cette « touche de syndrome d'Asperger » est la condition nécessaire à la réussite dans ces domaines. Pour la pédiatre neurologue Martha Denckla, « les seuls Américains qui, dans le futur, ne seront pas considérés comme ayant une touche de syndrome d'Asperger seront les politiciens et les lobbyistes ». Cela explique de nombreux sur-diagnostics au détriment d'autres troubles affectant les relations sociales. En Californie, dans la Silicon Valley en particulier, les personnes avec syndrome d'Asperger sont considérées comme un atout sur le marché de l'emploi en informatique. « Aspiritech », une ONG sans but lucratif, basée à Highland Park, place des Asperger comme testeurs de logiciels dans des entreprises d'informatique. Malgré tout, comme dans les autres pays qui reconnaissent ce diagnostic, les porteurs du syndrome sont globalement sous-employés aux États-Unis.

#### France
Selon Laurent Mottron et des témoignages d'Asperger, la France a un « retard considérable » dans la reconnaissance du SA,, avec de lourdes conséquences. Jusqu'aux années 1970, selon Mottron, les formes d'autisme détectées pendant l'enfance étaient généralement qualifiées de « psychoses infantiles ». Jacques Hochmann note que certains psychanalystes, tel Roger Misès, préféraient l'expression « dysharmonie évolutive » pour signifier les chances d'évolution. Jusqu'à la fin du XXe siècle, les enfants diagnostiqués étaient dirigés vers une prise en charge psychanalytique et traités, selon le psychopédagogue Jean-Pierre Juhel, comme des malades mentaux. La France reste imprégnée de cette approche. De faux diagnostics ont conduit à des confusions avec la schizophrénie.
Les classifications internationales de l'autisme ne sont pas toujours d'usage en France, le SA peut être ignoré par des professionnels réticents à annoncer le diagnostic en raison d'orientations théoriques personnelles. Le syndrome d'Asperger n'a été individualisé dans la CFTMEA qu'en 2000. Des termes du type « dysharmonie » et « trouble complexe et multiple du développement (MCDD pour Multiple-complex Developpemental Disorder) » sont souvent utilisés en France pour décrire ce qui correspondrait à un SA dans d'autres régions du monde. Ces termes ne figurent pas dans la nomenclature internationale CIM-10, et ne devraient plus être utilisés, selon les recommandations. Les Centre Ressources Autisme sont habilités à identifier le SA et accompagner les personnes concernées. Selon l'association Asperger aide, il y aurait entre 100 000  et   400 000 autistes Asperger en France, pour la plupart non-diagnostiqués, en particulier chez les adultes. En l'absence de prise en charge adaptée, seuls 1 % d'entre eux trouveraient un travail fixe,,. Le Pr Marion Leboyer fait état d'une explosion des demandes de diagnostic du SA en France, sans que les financements et les moyens humains ne permettent d'y répondre convenablement (2016).

#### Israël
La prise en charge est réputée excellente en Israël. L'association Effie se charge d'informer à ce sujet. Différentes initiatives visent à faciliter l'intégration scolaire, l'obtention d'un diplôme et celle d'un emploi. Un collège-synagogue existe depuis 2009 pour accueillir et éduquer gratuitement toute personne Asperger âgée de 18  à   26 ans. En 2013, les services de renseignements militaires israéliens ont même créé une unité spéciale composée uniquement de jeunes autistes : l’unité 9900. Leur mission consiste à décrypter des images satellitaires,.

#### Irlande et Royaume-Uni
Le syndrome est très bien connu au Royaume-Uni et diverses initiatives ont visé à favoriser l'intégration des personnes Asperger. Une expérience de service d'accès à l'emploi a permis à 70 % des adultes qui en ont bénéficié de trouver un poste, ce qui constitue « un taux remarquable ». Néanmoins, avec les changements intervenus dans le DSM-5, la loi sur l'égalité de 2010 (Equality Act 2010) est potentiellement discriminatoire et n'assure plus forcément d'égalité de traitement pour les personnes avec le syndrome.
En Irlande, l'association Aspire (Asperger Syndrome Association of Ireland Ltd.), créée par des parents, est chargée de l'information sur le syndrome depuis 1995. L'organisation AsIAm agit également sur ce terrain depuis 2014.

#### Suisse
En Suisse, le syndrome d'Asperger reste assez peu connu. Cependant, des progrès sensibles sont remarqués pour ce qui concerne le diagnostic et la prise en charge des enfants, ainsi que l'information sur le syndrome. Le taux de non-intégration des Asperger pour l'emploi est estimé à environ 90 %, avec de nombreux cas répertoriés de faux diagnostics et de prises en charge inadaptées. Diverses initiatives visent à intégrer des personnes Asperger sur le marché de l'emploi dans l'informatique, comme celles d’Asperger Informatik à Zurich et Specialisterne Schweiz à Berne, qui proposent un environnement de travail adapté (réduction des bruits, non-utilisation du téléphone, etc.). Les personnes diagnostiquées et sans emploi ont droit à une rente d'invalidité.

## Société
Depuis les années 1990, une partie du débat autour du syndrome d'Asperger s'est déplacée du terrain médical vers le terrain sociétal,. Au fil des découvertes, la façon de considérer le SA a évolué. Longtemps assimilé à tort à une maladie mentale, il est de nos jours généralement reconnu comme étant un handicap, et de plus en plus perçu comme une « différence ».
Les personnes diagnostiquées Asperger peuvent se désigner elles-mêmes comme étant des aspies (un mot employé pour la première fois par Liane Holliday Willey en 1999). Rudy Simone a inventé le mot-valise « aspergirl » (girl : fille) pour désigner les femmes Asperger, en 2010. Le terme de « neurotypique » (abrégé NT) est employé pour décrire les personnes dont le développement et l'état neurologique sont typiques. Internet permet aux personnes avec SA de communiquer et de célébrer leur diversité d'une manière auparavant impossible en raison de l'éloignement géographique. Une communauté autiste s'est formée. Des sites web tel que Wrong Planet ont rendu les rencontres entre personnes Asperger plus faciles. De nombreuses personnes, diagnostiquées Asperger ou parentes de personnes diagnostiquées, ont fait part des difficultés qu'elles rencontrent au quotidien pour vivre avec le SA ou l'autisme de haut niveau, et des avantages que leur confère cette différence neurologique, notamment Temple Grandin dans Ma vie d'autiste, Josef Schovanec dans Je suis à l’Est !, Daniel Tammet dans Je suis né un jour bleu, etc.

### Débat et militance pour le droit à la neurodiversité

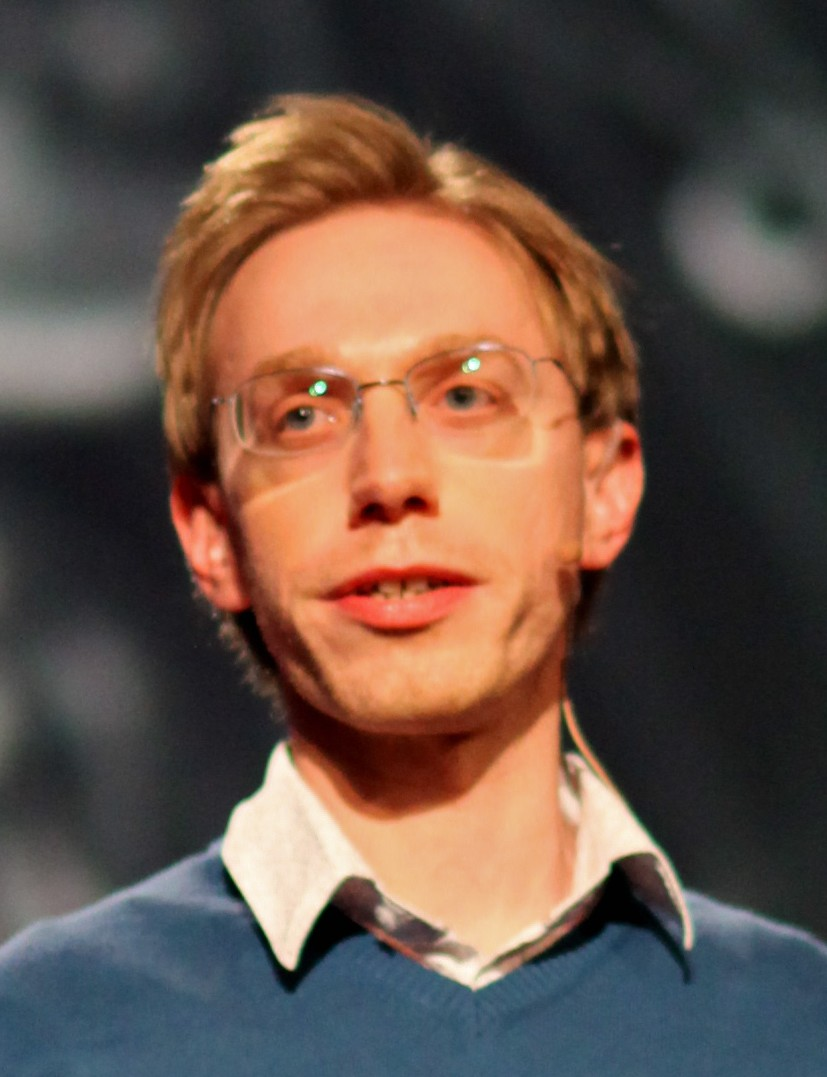
Daniel Tammet souhaite que les individus Asperger soient perçus comme différents plutôt que handicapés.

Le débat autour du droit à la neurodiversité est lancé dans les années 1990 par l'Américaine Judy Singer, dont la fille a été diagnostiquée Asperger à l'âge de sept ans. En étudiant les singularités de sa fille et les siennes, elle considère que l'association entre syndrome d'Asperger, maladie et handicap est erronée. Elle crée les termes de « neurodiversité » et de « neurotypique », et les a diffusés largement dans la presse. Elle considère les autistes Asperger comme socialement inadaptés à une société qui les stigmatise. Certains chercheurs comme Simon Baron-Cohen et des personnes SA comme Daniel Tammet, ont posé la question de savoir si le syndrome peut être considéré comme une différence plutôt que comme un handicap qu'il faudrait traiter et guérir. Des associations comme DANDA (« Developmental Adult Neuro-Diversity Association »), créée en 2003 au Royaume-Uni, défendent ce « droit à la neurodiversité ». De nombreuses personnes Asperger s'expriment sur internet en rejetant toute association entre le syndrome et une maladie mentale, estimant que cette condition devrait susciter un sentiment de fierté plutôt que de honte. Le soutien à cette revendication permet d'améliorer les conditions de vie des personnes Asperger. Elle forme la base du mouvement pour les droits des personnes autistes et de la fierté autiste. Parmi les sites dédiés, Aspergian Pride (« Fierté [d'être] Asperger ») milite contre les représentations négatives de l'autisme dans les médias et célèbre les découvertes permises par des autistes Asperger. Aspies For Freedom organise l’Autistic Pride Day (« Journée de la fierté autiste »).
Le débat est avivé par les différentes considérations des personnes impliquées : certains adultes diagnostiqués Asperger revendiquent leur droit de ne pas être « soignés », et affirment leur fierté vis-à-vis de leur identité neurologique, tandis que les parents d'enfants diagnostiqués sont souvent en recherche d'assistance et d'un remède. Certains chercheurs se sont impliqués dans ce débat en voyant dans le syndrome un fonctionnement cérébral différent, et non un trouble ou un déficit. Ils estiment que le syndrome d'Asperger devrait être supprimé du Manuel diagnostique et statistique des troubles mentaux, tout comme l'a été l'homosexualité. La considération selon laquelle le syndrome d'Asperger est un handicap provient de la fréquente nécessité d'une éducation adaptée, en particulier dans le domaine social. Les manifestations du syndrome étant très diverses, les personnes concernées peuvent le vivre comme une « malédiction » ou au contraire comme un « don ». Parallèlement aux problèmes sociaux multiples — divorce, solitude, alcoolisme, instabilité émotionnelle, dépression… —, les talents très particuliers et l'originalité de la façon de penser des autistes Asperger ont été soulignés. Une créativité et une intelligence hors normes sont constatées chez certaines personnes. Malgré des difficultés à comprendre les émotions chez les autres, leurs créations artistiques peuvent dégager une forte émotion.
En 2002, Simon Baron-Cohen écrit de ceux qui ont le syndrome que « dans le monde social, il n'y a pas grand avantage à un œil qui remarque des détails précis, mais dans le monde des mathématiques, de l'informatique, du catalogage, de la musique, de la linguistique, de l'ingénierie et de la science, un tel souci du détail peut mener au succès plutôt qu'à l'échec ». Il cite deux raisons pour lesquelles il pourrait encore être utile d'envisager le syndrome comme un handicap : pour assurer un soutien spécial requis par la loi, et pour reconnaître les difficultés émotionnelles causées par une empathie réduite. Simon Baron-Cohen ajoute que les gènes responsables du syndrome d'Asperger semblent avoir été exploités pendant toute l'évolution humaine récente, et constituent une contribution remarquable à l'histoire de l'humanité.

### Personnalités Asperger

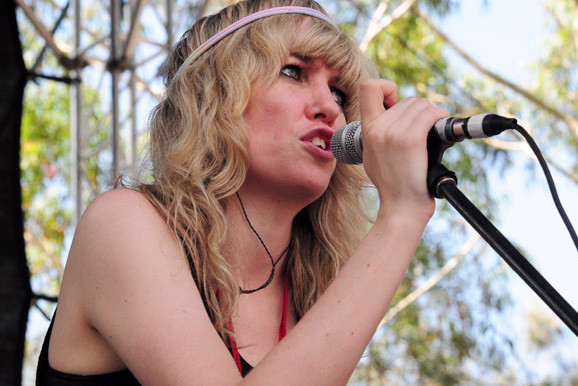
La chanteuse multi-instrumentiste et compositrice Ladyhawke a le syndrome d'Asperger.

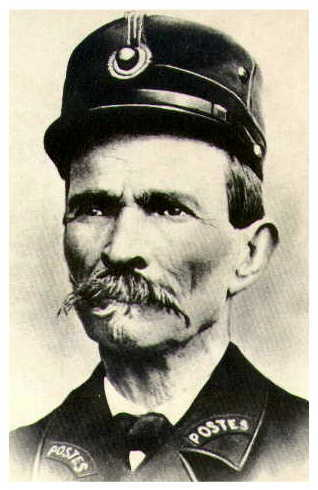
Ferdinand Cheval.

Une explication à la fascination qu'exerce ce syndrome réside dans le fait que des personnalités connues, notamment dans les domaines des arts et des sciences (Albert Einstein, Isaac Newton, Charles Darwin, William Butler Yeats, Thomas Jefferson, Alan Turing et Marie Curie entre autres), présentent des traits associés au spectre de l'autisme ainsi qu'une intelligence et une créativité hors normes,,. Les excentricités du pianiste virtuose Glenn Gould ont souvent été reliées au SA. Plusieurs psychiatres ont conclu que l'ancien champion du monde d'échecs Bobby Fischer était également autiste Asperger. D'après les données à son sujet, le physicien et mathématicien britannique Paul Dirac, l'un des fondateurs de la mécanique quantique, pourrait avoir été Asperger. Ces diagnostics rétrospectifs d'autisme n'ont rien d'officiel et sont invérifiables. D'autres examens concluent que ces personnes n'étaient pas autistes, notamment en ce qui concerne Albert Einstein et Glenn Gould,. Par ailleurs, particulièrement aux États-Unis, il existe une tendance de certains journalistes et biographes à voir l'Asperger chez diverses personnalités sans qu'elles ne confirment ni n'infirment, entre autres chez Mark Zuckerberg (Facebook) et Bill Gates (Microsoft).
Parmi les personnalités officiellement diagnostiquées de leur vivant, on compte l'informaticien Bram Cohen (créateur du protocole BitTorrent) ainsi que les pirates informatiques Adrian Lamo (responsable de l'arrestation de Chelsea Manning) et Gary McKinnon (accusé d'avoir piraté des ordinateurs de l'armée américaine et de la NASA).
Dans d'autres domaines, l'acteur britannico-américain Anthony Hopkins, le chanteur américain Eminem, le surfeur californien Clay Marzo, la militante écologiste suédoise Greta Thunberg, le comédien français Thierry Redler, la chanteuse multi-instrumentiste et compositrice néo-zélandaise Philippa Brown (connue sous le nom de Ladyhawke), le rappeur britannique Example, les humoristes québécois Réal Béland (fils) et Louis T., l'humoriste australienne Hannah Gadsby ou les humoristes belges Florence Mendez et Laura Laune ont reconnu publiquement leur diagnostic. La chanteuse écossaise Susan Boyle (qui s'est fait connaître par sa prestation musicale dans le cadre de l'émission de télévision britannique Britain's Got Talent) a révélé le sien à la presse fin 2013,. Le chanteur et pianiste américain Adam Young, notamment connu pour son projet musical Owl City et sa chanson Fireflies, pense avoir le syndrome mais n'a jamais demandé de diagnostic. Le chanteur et musicien anglais Gary Numan estime que son syndrome d'Asperger « lui donne une autre vision du Monde et [qu'il ne souhaiterait] jamais en être débarrassé ».
Quelques personnalités ont largement communiqué. L'écrivain anglais Daniel Tammet, hyperpolyglotte doté d'une mémoire exceptionnelle liée à sa synesthésie, a été diagnostiqué par Simon Baron-Cohen en 2004, et a écrit plusieurs ouvrages pour expliquer sa façon de raisonner et de percevoir le monde. Josef Schovanec, polyglotte, docteur en philosophie et sciences sociales et écrivain né en 1981, milite pour la dignité des personnes avec troubles du spectre de l'autisme. Dans son autobiographie, il explique avoir failli être interné, faute de diagnostic correct. Le multi-entrepreneur Elon Musk a aussi déclaré être Asperger, à l'occasion d'une émission de divertissement.
Selon un rapport du Pentagone rédigé en 2008 et rendu public début 2015, le président russe Vladimir Poutine aurait un SA. Toutefois, les spécialistes de l'autisme considèrent qu'il est impossible d'établir un tel diagnostic à partir de la seule étude d'enregistrements vidéo. Un journaliste néerlandais a supposé que le roi Philippe de Belgique serait Asperger, constatant qu'il garde la liste des livres qu'il a lus et n'est pas à l'aise en public. Ce diagnostic à la méthodologie fallacieuse est critiqué par le psychologue Jérôme Vermeulen.
Malgré certains avis divergents, le Dr Olivier Dulac, neurologue à l'hôpital Necker, suggère que le facteur Cheval présentait le profil type d’un autiste Asperger et son comportement semblerait attester de quelques aspects du spectre autistique. Monomaniaque et obsédé par l'idée fixe de construire un « merveilleux palais » dans son jardin (ce qu'il parvint à faire), il présentait bien une structure psychologique particulière. Nils Tavernier, réalisateur du film L'Incroyable Histoire du facteur Cheval, partage cette idée.

## Dans la culture populaire

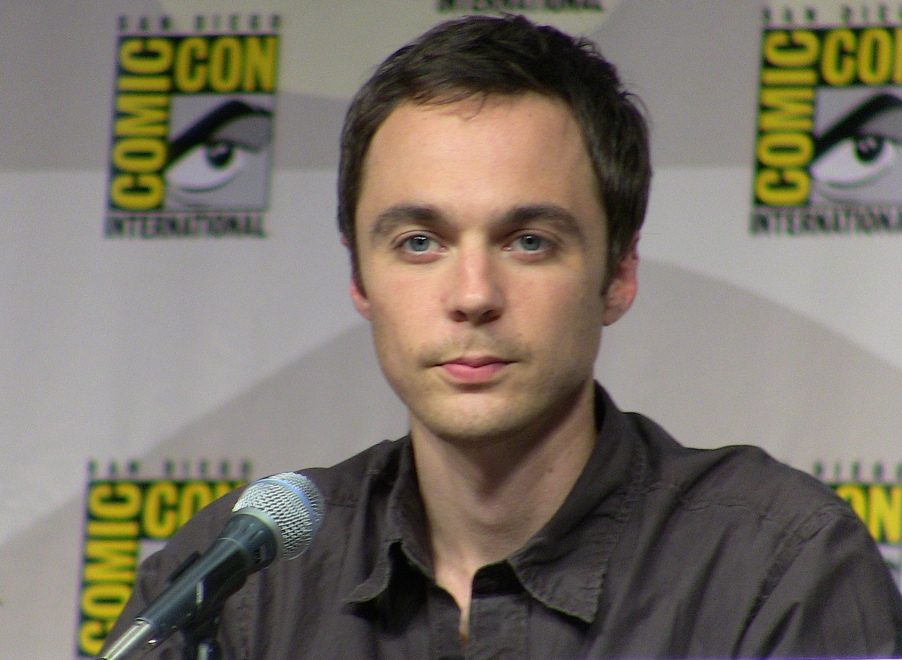
L'acteur Jim Parsons, qui joue Sheldon Cooper, personnage caricatural d'un porteur du syndrome d'Asperger.

Depuis le film Rain Man et particulièrement à partir des années 2000, une mode du syndrome d'Asperger et de l'autisme savant conduit à une représentation de caractères et de capacités atypiques (par exemple, la capacité à multiplier un grand nombre de chiffres sans calculatrice) dans les médias qui peuvent être assimilés à tort, par les téléspectateurs, à des représentations fidèles de toutes les personnes autistes et de l'autisme lui-même.
Parmi les romans les plus connus, L'Enfant bleu d'Henry Bauchau et Le Bizarre Incident du chien pendant la nuit de Mark Haddon mettent en scène un personnage principal avec SA. Dans Millenium de Stieg Larsson, le lecteur apprend que l'héroïne Lisbeth Salander a probablement une forme du syndrome d'Asperger. Le Tailleur de pierre de Camilla Läckberg présente dans le troisième tome un personnage, Morgan, développeur informaticien qui a appris à reconnaître les émotions grâce à des dessins de sa mère. Dans Courir avec des ciseaux d'Augusten Burroughs, le frère du jeune héros a le syndrome d'Asperger et se révèle extrêmement doué en mécanique. Le Monde de Marcelo, de Francisco X. Stork, raconte la vie d'un adolescent SA qui développe un grand intérêt pour la religion. La Différence invisible de Julie Dachez (scénario) et Mademoiselle Caroline (illustrations), paru en 2016, est le premier roman graphique en français traitant du sujet à partir de l'expérience personnelle de la scénariste,,. Dans les romans de l'auteur australien Graeme Simsion, The Rosie Project (traduit en français sous le titre La femme idéale) et The Rosie Effect, le narrateur Don Tillman, professeur de génétique, présente le syndrome d'Asperger. Sur un mode humoristique, le lecteur suit ses tentatives plus ou moins fructueuses pour trouver la femme idéale, celle qui conviendrait le mieux à sa personnalité si particulière.
Le cinéma en offre aussi de fréquentes représentations, notamment dans Crazy in Love de Petter Næss, Adam de Max Mayer, Mary et Max d'Adam Elliot, et plus récemment Le Monde de Nathan de Morgan Matthews (en). Le film My Name Is Khan a comme héros principal le personnage Asperger Rizvan Khan. Le film Mr. Wolff de Gavin O'Connor met aussi en scène le SA. Le film Corps et Âme, qui a reçu l'ours d'or au festival de Berlin en 2017, a pour personnage principal une jeune femme porteuse du syndrome d'Asperger.
De nombreux personnages de séries télévisées ont un syndrome d'Asperger (ou présentent des similarités de symptômes), comme l'agent spécial du FBI Will Graham dans la série Hannibal, en 2013, Sherlock Holmes dans la série Sherlock en 2010, Jesse Banks dans la série The Code, Max Breverman dans la série Parenthood, l'agent du FBI Spencer Reid dans la série Esprits criminels , le Dr Sheldon Cooper dans la série The Big Bang Theory, Walter Bishop dans la série Fringe, Jonah Jeremiah Jones (JJ) dans la série Skins ou encore l'inspectrice suédoise Saga Norén interprétée par l'actrice suédoise Sofia Helin, dans la série policière nordique Bron de 2011. Il en est de même pour le Dr Virginia Dixon dans Grey's Anatomy et le Dr Shaun Murphy dans Good Doctor. En jeu vidéo, il est suggéré que River, personnage féminin du jeu To the Moon, ait le SA. D’autres encore comme Moon Sang-Tae dans le drama coréen It's Okay to Not Be Okay ou Han Geu-Ru dans Move to Heaven.

## Critiques et révélation autour du passé de Hans Asperger
Depuis la disparition de l'appellation syndrome d'Asperger du DSM en 2013, le diagnostic de l'autisme sous sa forme légère est remis en question par le Dr franco-québécois Laurent Mottron, qui estime en 2020 que les autistes légers sont de moins en moins discernables de la population neurotypique, au point que, dans quelques années, il pourrait n'y avoir presque aucune différence entre les deux groupes, la personnalité autistique n'est en effet plus, comme par le passé, reconnue de manière évidente, selon un diagnostic par reconnaissance, mais seulement par un diagnostic par critères. Le Dr Mottron accuse en outre une tendance, au Québec, à mettre en avant l'autisme léger sous l'action de divers intérêts (exemples : les écoles qui souhaiteraient débloquer des fonds en accueillant plus de personnes autistes, les parents et leurs enfants eux-mêmes qui voudraient à tout prix une explication à leurs difficultés...).
Des preuves de participation de Hans Asperger au programme d'« euthanasie » nazi sont apportées par l'historien Herwig Czech en 2018. D'après Jacques Hochmann, l'ouvrage d'Edith Sheffer Les Enfants d'Asperger conduit à qualifier le syndrome d'Asperger de « production nazie », ce qu'il estime être discutable. Néanmoins, l'association de Hans Asperger avec l'élimination d'enfants handicapés sous le régime nazi entraîne une controverse quant à l'utilisation de son nom.
Il a été proposé de renommer le syndrome d'Asperger en « syndrome de Wing ». En 2023 et selon Edith Sheffer, la notion de syndrome d'Asperger est de moins en moins utilisée en raison de l'eugénisme avéré de Hans Asperger. En novembre 2023, un groupe de chercheurs de la revue Pediatric Research décide pour cette même raison de ne plus faire référence à la notion de syndrome d'Asperger.

### Traductions
- (en) Cet article est partiellement ou en totalité issu de l’article de Wikipédia en anglais intitulé « Asperger syndrome » (voir la liste des auteurs).

1. ↑  Traduction libre de « While some individuals with Asperger syndrome have written eloquently about their lives, their ability to talk about their own emotions appears to be impaired (alexithymia) ».
2. ↑  Traduction libre de : « Experimental evidence suggests that individuals with Asperger syndrome may lack an intuitive theory of mind (mentalising), but may be able to acquire an explicit theory of mind ».
3. ↑  Traduction libre de : « The only Americans in the future who will perhaps not be labeled as having a touch of Asperger syndrome will be politicians and lobbyists ».